# یوهانس برامس
یوهانِس برامس (آلمانی: Johannes Brahms؛ آلمانی: [joˈhanəs ˈbʁa:ms]؛ ۷ مهٔ ۱۸۳۳ – ۳ آوریل ۱۸۹۷) پیانیست، رهبر ارکستر و آهنگساز آلمانی در دورهٔ رمانتیک بود. برامس در شهر هامبورگ و در خانواده‌ای لوتریانیست متولد شد. وی بیشتر زندگی حرفه‌ای خود را در وین گذراند. شهرت و مقام برامس به‌حدی است که گاهی اوقات او را با یوهان سباستیان باخ و لودویگ فان بتهوون به‌عنوان سه آهنگساز بزرگ (به انگلیسی: the Three Bs)، گروه‌بندی می‌کنند. نظریه‌ای که برای اولین بار توسط هانس فان بلوو (رهبر ارکستر آلمانی) مطرح شد.
برامس آثار متنوعی برای ارکستر سمفونیک، ارکستر مجلسی، پیانو، ارگ، گروه کر و آواز آهنگسازی کرد. وی که پیانیستی چیره‌دست بود، بسیاری از آثارش را خودش برای اولین بار به اجرا گذاشت. او با برخی از نوازندگان برجستهٔ زمان خود مانند کلارا شومان و یوزف یواخیم همکاری داشت که هر سه، دوست صمیمی نیز بودند. هم‌اکنون بسیاری از آثار وی به رپرتوار اصلی در کنسرت‌های مدرن تبدیل شده‌است. برامس یک کمال‌گرایِ سازش‌ناپذیر بود که برخی از آثار خود را نابود کرد و برخی دیگر را نیز منتشر نکرد.
سبک موسیقی برامس را همتایان وی و همچنین نویسندگان بعدی، هم به‌عنوان یک سنت‌گرا و هم به‌عنوان یک نوآور ارزیابی کردند. موسیقی او کاملاً در ساختارها و تکنیک‌های آهنگسازیِ استادان موسیقی دوره کلاسیک ریشه دارد و این در حالی که بسیاری از معاصرانش، موسیقی وی را بیش از حد آکادمیک می‌دانستند. تکنیک‌ها و روح آثار برامس با تحسین آهنگسازان بعدی مانند آرنولد شونبرگ و ادوارد الگار قرار گرفت. موتیف‌های رومانتیک و عمیقاً عاشقانهٔ وی که در ساختارهای دقیق آثارش نهفته بود، برای بسیاری از نسل‌های بعدی موسیقی، نقطهٔ آغاز و الهام‌بخش بود.

## زندگی

### سال‌های آغازین (۱۸۵۰–۱۸۳۳)

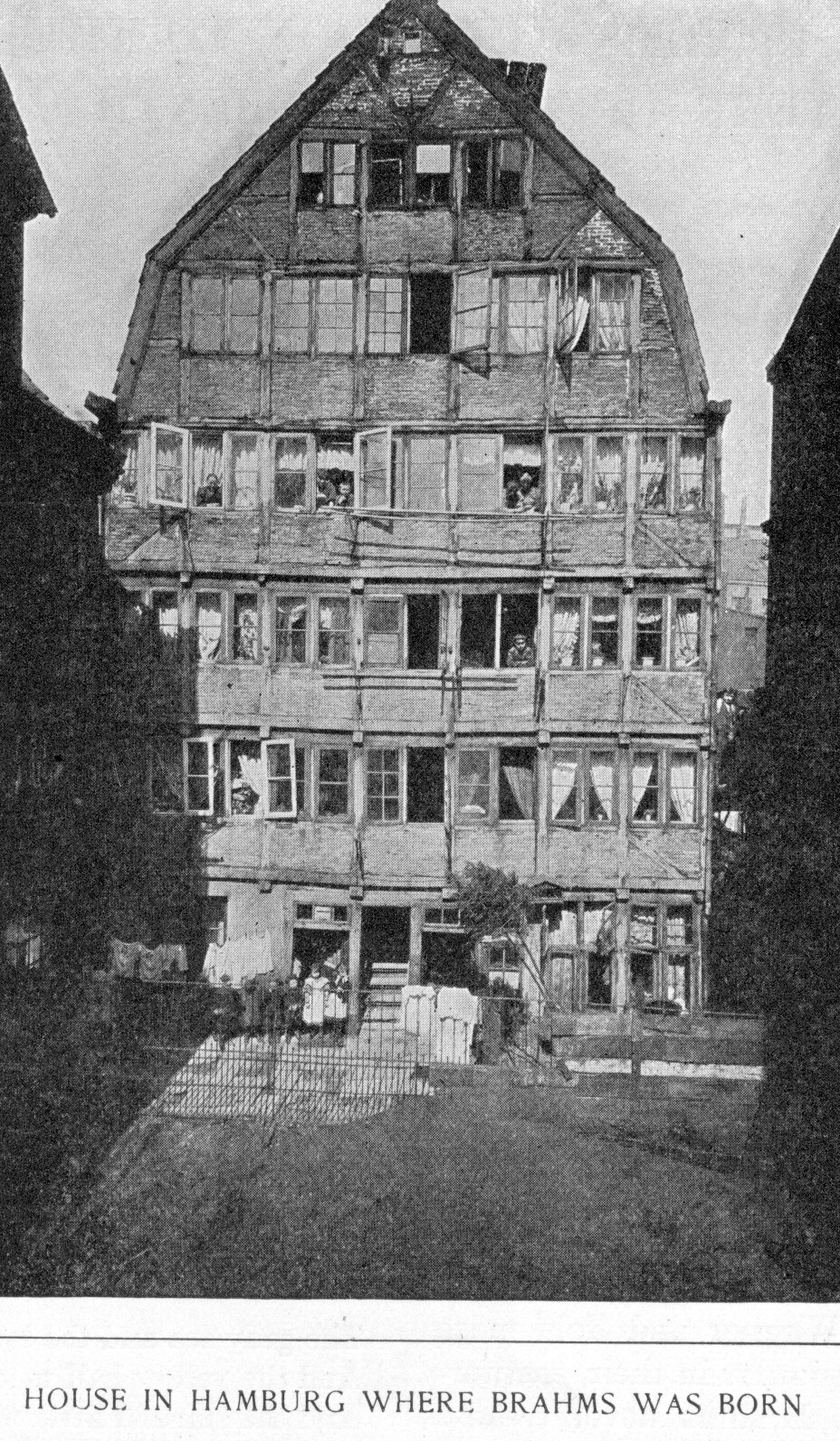
عکس مربوط به سال ۱۸۹۱، از ساختمانی در هامبورگ است که برامس در آن متولد شده‌است. این ساختمان در سال ۱۹۴۳، بر اثر بمباران هامبورگ در جنگ جهانی دوم، نابود شد.

یوهان جاکوب برامس (۷۲–۱۸۰۶)، پدرِ برامس اهل هایده در هولشتاین و مرد فقیری بود. او بر خلاف میل خانواده، حرفهٔ موسیقی را دنبال کرد، در سال ۱۸۲۶ وارد هامبورگ شد و در آنجا به عنوان نوازندهٔ سازهای زهی و بادی مشغول به‌کار شد. در سال ۱۸۳۰ او با «یوهانا هنریکا کریستینه نیسن» (۱۷۶۵–۱۸۶۵)، خیاطی که ۱۷ سال از یوهان بزرگتر بود، ازدواج کرد. وی در همان سال به عنوان نوازندهٔ هورن در گروه نظامی هامبورگ منصوب شد و سرانجام به‌عنوان نوازندهٔ کنترباس به عضویت اپرای دولتی و انجمن فیلارمونیک هامبورگ درآمد. با رونق گرفتن کار جاکوب، خانوادهٔ وی نیز برای زندگی بهتر به هامبورگ نقل مکان کردند. در این شهر بود که یوهانس برامس در ۷ مه سال ۱۸۳۳ متولد شد. خواهر وی الیزابت (الیزه) در سال ۱۸۳۱ و برادر کوچکتر وی فریتز فریتریش (فریتز) در سال ۱۸۳۵ به دنیا آمدند. فریتز با پیروی از برادرش پیانیست شد و در سال ۱۸۶۷ به کاراکاس مهاجرت کرد و سپس به عنوان معلم به هامبورگ برگشت.
اولین آموزش‌های موسیقی به یوهانس، توسط پدرش انجام می‌گرفت. او همچنین نوازندگی ویولن و ویلنسل را فرا گرفت. در پی آن برامس از سال ۱۸۴۰ نزد «اتو فریدریش ویلیبالد کوسل» (۱۸۱۳–۱۸۶۵) فراگیری پیانو را شروع کرد. کوسل معلم وی در سال ۱۸۴۲ گلایه می‌کرد که «یوهانس می‌تواند نوازندهٔ خیلی خوبی باشد، اما او نمی‌خواهد از آهنگسازی‌های مداومِ خود دست بردارد». برامس در ۱۰ سالگی و برای اولین بار در یک کنسرت خصوصی برای اجرای یک کوئینتت برای پیانو و سازهای بادی اثر بتهوون و «کوارتت پیانو» اثر موتسارت حضور یافت. او همچنین به عنوان سولیست، یک اتود از هِنری هرتس را اجرا کرد. وی در سال ۱۸۴۵ یک سونات پیانو در سل مینور نوشت، اما والدین او احساس می‌کردند که برامس به عنوان نوازنده، چشم‌انداز شغلی بهتری دارد و تلاشهای اولیهٔ وی را برای آهنگسازی تایید نمی‌کردند.
برامس از سال ۱۸۴۵ تا ۱۸۴۸، علاوه بر معلم پیانوی خود کوسل، با  ادوارد مارکسن (۱۸۰۶–۱۸۸۷)، نیز به تحصیل آهنگسازی پرداخت. مارکسن از آشنایان شخصی بتهوون و فرانتس شوبرت بود، وی آثار موتسارت و هایدن را تحسین می‌کرد و یکی از علاقه‌مندانِ موسیقی یوهان سباستیان باخ بود. مارکسن راه و رسم این آهنگسازان را به برامس منتقل کرد و می‌خواست اطمینان حاصل کند که ساخته‌های برامس بر آن سنت استوار باشد. در سال ۱۸۴۷، برامس برای اولین بار در هامبورگ به عنوان سولیست پیانو، یک فانتزی اثر زیگیسموند تالبرگ را اجرا کرد. همچنین در سال ۱۸۴۸ اولین رسیتال پیانوی خود را با آثاری شامل یک فوگ از باخ و همچنین آثاری از مارکسن و موسیقی‌دانان معاصر آن دوران مانند جیکوب روزنهاین برگزار کرد. دومین رسیتال وی هم در آوریل ۱۸۴۹ با اجرای سونات شماره ۲ از بتهوون و «فانتزی والس» اثر خودش بود که نظر مطلوب روزنامه‌های آن دوران را جلب کرد.
آثار شناخته شدهٔ برامس در این دوره شامل موسیقی برای پیانو، موسیقی مجلسی و آوازهایی برای گروه کر مردان است که با نام مستعار جی. دبلیو. مارکس معرفی می‌شد. برخی از این تنظیمات و فانتزی‌ها در سال ۱۸۴۹، توسط شرکت هامبورگ کرنز منتشر شد. اولین آثاری که برامس ساخته بود و مورد تاییدش بود، اسکرتسو اپوس ۴، و آواز بازگشت به خانه شماره ۶، اپوس ۷، بود که مربوط به سال ۱۸۵۱ است. با این حال برامس بعداً در از بین‌بردنِ همهٔ کارهای اولیهٔ خود مصمم بود. حتی در اواخر سال ۱۸۸۰، به دوست خود الیز گیزمن نامه نوشت که نسخه‌های خطی موسیقی کرال را برای او ارسال کند تا آنها را از بین ببرد.
داستان‌هایی تکراری از حضور برامسِ نوجوان و فقیر در بارها و عشرتکده‌ها در این دوران حکایت می‌کنند، اما موسیقی‌پژوهان معاصر این موضوع را غیرواقعی می‌دانند و معتقدند که خانوادهٔ برامس نسبتاً مرفه بودند و قوانین هامبورگ به‌شدت اجرای موسیقی در عشرتکده‌ها و پذیرش خردسالان در این مجامع را منع می‌کرد.

### اوایل فعالیت‌ها (۱۸۶۲–۱۸۵۰)

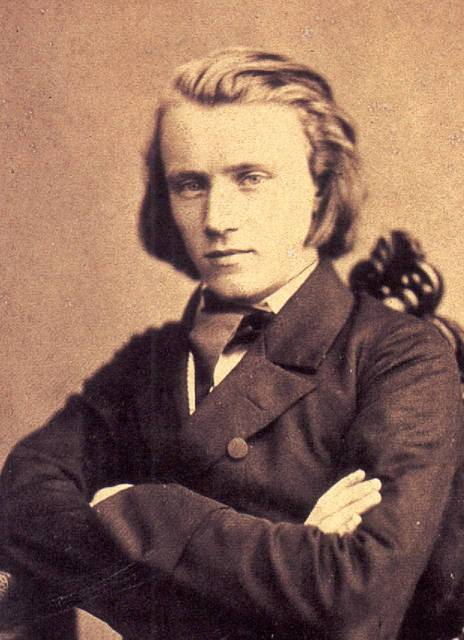
برامس در سال ۱۸۵۳

در سال ۱۸۵۰، برامس با ویولونیست مجارستانی اِدِه رِمنی آشنا شد و طی سال‌های آتی، وی را در تعدادی از رسیتال‌ها با پیانو همراهی کرد. این آشنایی مقدمه‌ای بود تا برامس با موسیقی کولی و رقص چارداش آشنا شود و باعث شد که بنیان یک اثر پردرآمد و بسیار محبوب از وی در دو مجموعه به نام رقص‌های مجار (۱۸۶۹ و ۱۸۸۰) شکل بگیرد. همچنین در این سال اولین ملاقات برامس (هرچند ناموفق) با روبرت شومان صورت گرفت. در آن سال دوستان برامس او را ترغیب کردند تا تعدادی از ساخته‌های خود را برای شومان که به هامبورگ سفر کرده بود، ارسال کند، اما این بسته باز نشده، پس فرستاده شد.
در سال ۱۸۵۳، برامس با رمنی به یک تور کنسرت رفت و در اواخر ماه مه، هر دو با یوزف یواخیم ویولونیست و آهنگساز مجارستانی در هانوفر دیدار کردند. برامس قبلاً اجرای تکنوازی یواخیم را در کنسرتو ویولن اثر بتهوون، شنیده بود و تحت تأثیر عمیق نوازندگی وی گرفته بود. در این دیدار برامس برخی از قطعات پیانویی خود را برای یواخیم نواخت و این کار باعث شد که برامس تا پنجاه سال بعد نیز به‌یاد بیاورد که «هرگز در طول زندگی هنری‌ام اینقدر تحت فشار قرار نگرفته بودم». این ملاقات باعث آغاز یک دوستی مادام‌العمر شد. البته در دوره‌ای (۱۸۸۳) و هنگامی که در دادگاه طلاق، برامس از همسر یواخیم جانبداری کرد، این دوستی به‌طور موقت گسسته شد. برامس همچنین یواخیم را به عنوان آهنگساز تحسین می‌کرد و در سال ۱۸۵۶ آنها برای بهبود تکنیک‌ها و مهارت‌های خود (به گفتهٔ برامس)، آثار با فرم‌های کنترپوان دوبل، کانن‌ها، فوگها، پرلودها یا هر چیز دیگری را مطالعه و تمرین می‌کردند. بوتزرت می‌نویسد «حاصل این مطالعات در زمینهٔ کنترپوان و موسیقی اولیه، خلق آثاری شامل قطعات رقص، پرلود و فوگ برای ارگ و کارهای کرال در سبک نئو رنسانس و نئو باروک بود.»
پس از ملاقات با یواخیم، برامس و رمنی از شهر وایمار بازدید کردند، جایی که برامس با فرانتز لیست، پتر کورنلیوس و یواخیم راف ملاقات کرد که لیست بعضی قطعات او را مانند اسکرتسوی اپوس ۴، وزن‌خوانی و اجرا کرد.  پس از آن، رمنی ادعا کرد که برامس در هنگام اجرای اثرش به‌نام «سونات در سی مینور»، توسط لیست، وی به خواب رفته بود. این اختلاف و اختلافات دیگر باعث شد رمنی و برامس به مشارکت و همکاری با یکدیگر پایان دهند.

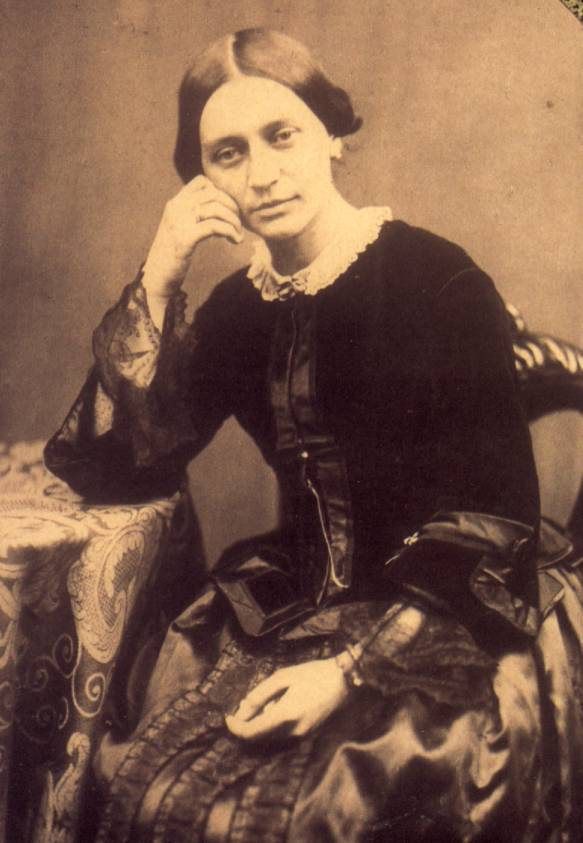
کلارا شومان در سال ۱۸۵۳

برامس در اکتبر ۱۸۵۳، از دوسلدورف بازدید کرد و با معرفی‌نامه‌ای که از یواخیم گرفته بود، به دیدار روبرت شومان و همسرش کلارا رفت و مورد استقبال آن دو قرار گرفت. شومان، که بسیار تحت‌تأثیر استعداد این جوان ۲۰ ساله قرار گرفته بود، مقاله‌ای تحت عنوان راه‌های نو را در شماره ۲۸ مجله موسیقی جدید در ماه اکتبر، منتشر کرد که از برامس به عنوان فردی که «مقدر شده‌است تا زمان‌ها را با بالاترین و ایده‌آل‌ترین حالت بیان کند»، ستایش کرد. این تعریف و تمجید ممکن بود خصوصیات خودانتقادی برامس را افزایش بدهد و اعتماد به نفس او را سست کند. وی در نوامبر ۱۸۵۳، به شومان نوشت که «ستایش او چنان انتظارات خارق‌العاده‌ای را در مردم برانگیخته که نمی‌دانم چگونه می‌توانم آن‌ها را تحقق ببخشم». برامس در مدت اقامت خود در دوسلدورف برای ساخت یک سونات ویولن برای یواخیم با نام «آزاد اما تنها» (با مخفف FAE) که شعار شخصی یواخیم بود، از همکاری یکی از شاگردان شومان و کلارا به نام آلبرت دیتریش برای نوشتن هر یک از موومان‌های این سونات بهره برد.
تحسین شومان، منجر به تصمیم برامس برای انتشار اولین آثارش با نام واقعی شد. برامس به لایپزیگ رفت و آثار خود با شماره اپوس‌های ۱ تا ۴، (سونات‌های پیانو شماره ۱ و ۲، شش آهنگ اپوس ۳، اسکرتسو اپوس ۴) را توسط انتشارات برایتکپف و هرتل منتشر کرد. در حالی که این انتشارات آثار بعدی مانند «سونات شماره ۳» اپوس ۵ و «شش آهنگ» اپوس ۶ را در لایپزیک منتشر می‌کرد، برامس رسیتال‌هایی از آثار خودش از جمله سونات‌های اولیه را ارایه داد و با موسیقی‌دانان دیگری مانند فردیناند داویت، ایگناتس مشه‌لس و هکتور برلیوز دیدار کرد.
پس از اقدام به خودکشی شومان و به دنبال آن، بستری‌شدنِ وی در آسایشگاه روانی نزدیک بن در فوریه ۱۸۵۴ (همان مکان که در سال ۱۸۵۶ بر اثر ذات‌الریه درگذشت)، برامس در دوسلدورف اقامت داشت، او در آنجا از خانوادهٔ شومان حمایت می‌کرد و از طرف کلارا به امور تجاری می‌پرداخت. کلارا تا دو روز قبل از مرگ شومان اجازهٔ ملاقات با وی را نداشت، اما برامس می‌توانست با او دیدار کند و به عنوان یک رابط بین آن‌ها ایفای نقش کند. برامس احساس عمیقی نسبت به کلارا داشت و برای او تجلی‌بخشِ یک آرمان زنانه بود. رابطهٔ شدیدِ احساسی و عشق افلاطونی آن‌ها تا زمان مرگ کلارا ادامه داشت. در ژوئن ۱۸۵۴، برامس یکی از آثار خود با نام «واریاسیون روی یک تم از شومان» اپوس ۹، را به کلارا تقدیم کرد. کلارا نیز در رسیتال‌ها، برنامه‌های موسیقی و سخنرانی‌هایش از فعالیت حرفه‌ای برامس پشتیبانی می‌کرد. برامس قصد ازدواج با کلارا در سر داشت، اما کلارا که دارای هشت فرزند از شوهر درگذشتهٔ خود بود و ۱۴ سال بیشتر از برامس سن داشت، این پیشنهاد را نپذیرفت.

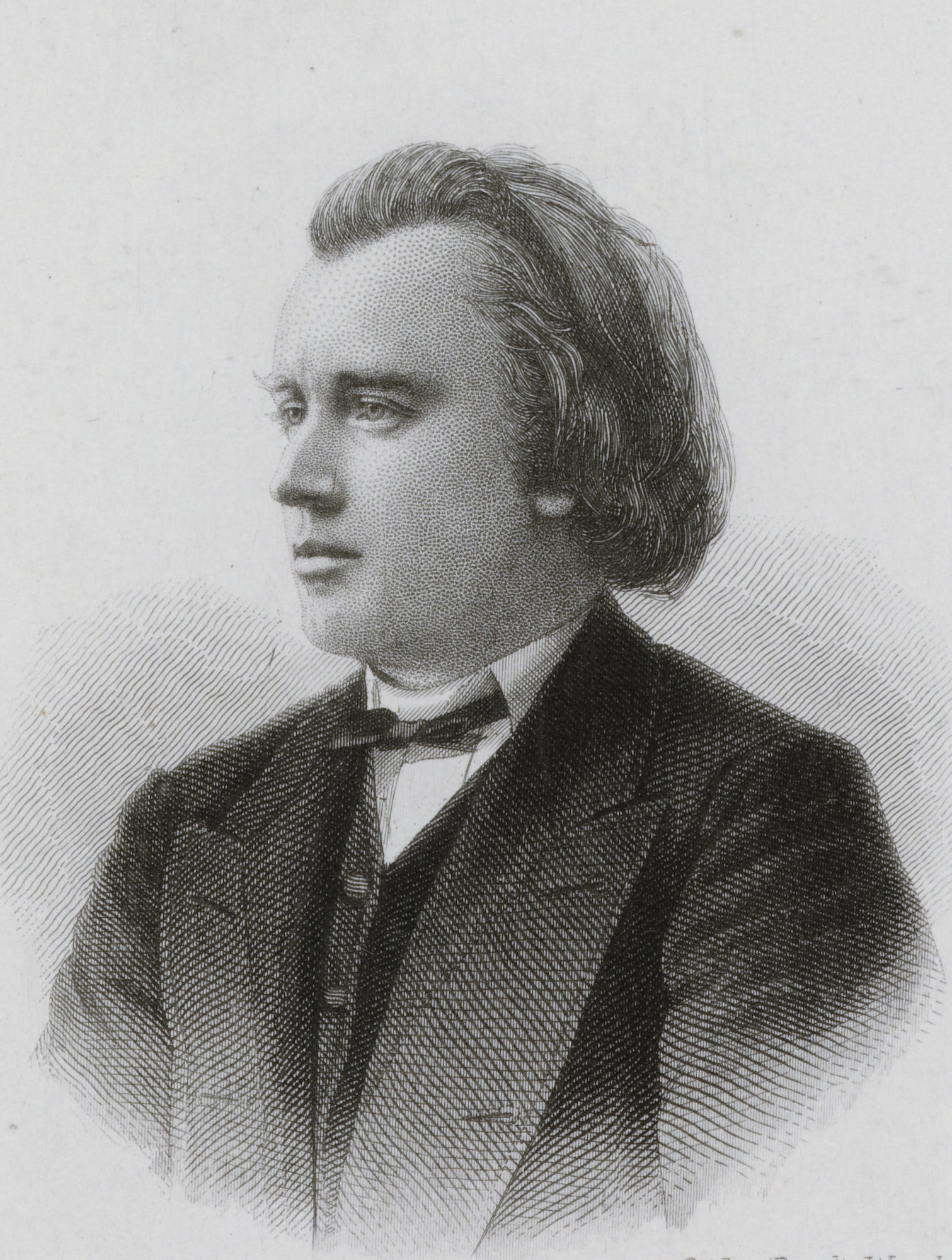
پرتره برامس در سال ۱۸۶۰، حکاکی فولادی اثر: آگوست وگر (۱۸۲۳-۱۸۹۲)

برامس پس از انتشار بالادها برای پیانو اپوس ۱۰، اثر دیگری منتشر نکرد. پروژهٔ اصلی وی در این دوره کنسرتو پیانو شماره ۱ بود که ابتدا برای دو پیانو نوشته بود اما سپس خیلی زود احساس کرد که این اثر نیاز به یک قالب دیگر و مقیاسی بزرگتر دارد. وی در این زمان در هامبورگ مستقر شد و با حمایت کلارا، به‌عنوان نوازنده در دربار کوچک دتمولد، پایتختِ پادشاهی لیپه، زمستان‌های سال‌های ۱۸۵۷ تا ۱۸۶۰ را در آنجا گذراند و مشغول به کار شد که دو سرناد (۱۸۵۸ و ۱۸۵۹، اپوس ۱۱ و ۱۶) خود را در همین مکان نوشت. او همچنین گروه کر زنان را تأسیس کرد که برای آن موسیقی می‌نوشت و رهبری آن را بر عهده داشت. در این ایام باید دو کوارتت پیانوی اول او (اپوس‌های ۲۵ و ۲۶) را به ساخته‌هایش اضافه کرد و همچنین تصنیف موومان اول از کوارتت سوم پیانو به همین دوره تعلق دارد که سرانجام در سال ۱۸۷۵ تکمیل و رونمایی شد.
پایان این دهه، شکست‌هایی در فعالیت حرفه‌ای برامس به‌همراه داشت. اولین کنسرتوی پیانو وی در هامبورگ در ۲۲ ژانویه ۱۸۵۹، با همراهی آهنگساز به عنوان تکنواز، با استقبال کمی مواجه شد. در اجرای دوم، واکنش تماشاگران چنان خصمانه بود که پس از موومان اول، برامس از اجرا خودداری کرده و مجبور به ترک صحنه شد. در نتیجهٔ این واکنش‌ها، انتشارات برایتکپف و هرتل از پذیرفتن ساخته‌های جدیدِ وی خودداری کرد. در نتیجه برامس با ناشران دیگری از جمله انتشارات سیمروک وارد مذاکره شد که در نهایت شریک اصلی آن انتشارات نیز شد. برامس در سال ۱۸۶۰، وارد مجادله‌ای در مورد آیندهٔ موسیقی آلمان شد و مداخله کرد که به‌طور جدی رفتار او را نادرست می‌دانستند. او همراه با یواخیم و دیگران در پیش‌نویسی به طرفداران فرانتس لیست و اهداف پیروان به‌اصطلاح «مکتب جدید آلمانی» حمله کردند و به‌خصوص به رد فرم‌های موسیقی کلاسیک توسط «رتبه‌ای از علف‌های هرز و بدبختی که با تخیلات افرادی مانند لیست رشد می‌کنند»، اعتراض داشتند. پیش‌نویس به مطبوعات درز کرد و مجله موسیقی جدید نقیصه‌ای را منتشر کرد و برامس را فردی عقب‌مانده توصیف کرد. پس از آن برامس دیگر هرگز وارد جدال و بحث در مورد مسایل عمومی موسیقی نشد.
زندگی شخصی برامس نیز در این دهه آشفته بود. در سال ۱۸۵۹، با آگاته فان زیبلد نامزد شد. این نامزدی خیلی زود به پایان رسید، اما حتی بعد از این که برامس به او نوشت: «من تو را دوست دارم! من باید دوباره تو را ببینم، من قادر به تحمل این زنجیر نیستم، لطفاً برای من بنویس … آیا … ممکن است دوباره در آغوشت بگیرم، تا تو را ببوسم و به تو بگویم که دوستت دارم.»، این دیدار صورت نگرفت و دیگر هرگز یکدیگر را ندیدند. برامس بعداً به یکی از دوستانش یادآوری و تاکید کرد که آگاته «آخرین عشق» او بود.

### سال‌های بلوغ (۱۸۷۶–۱۸۶۲)

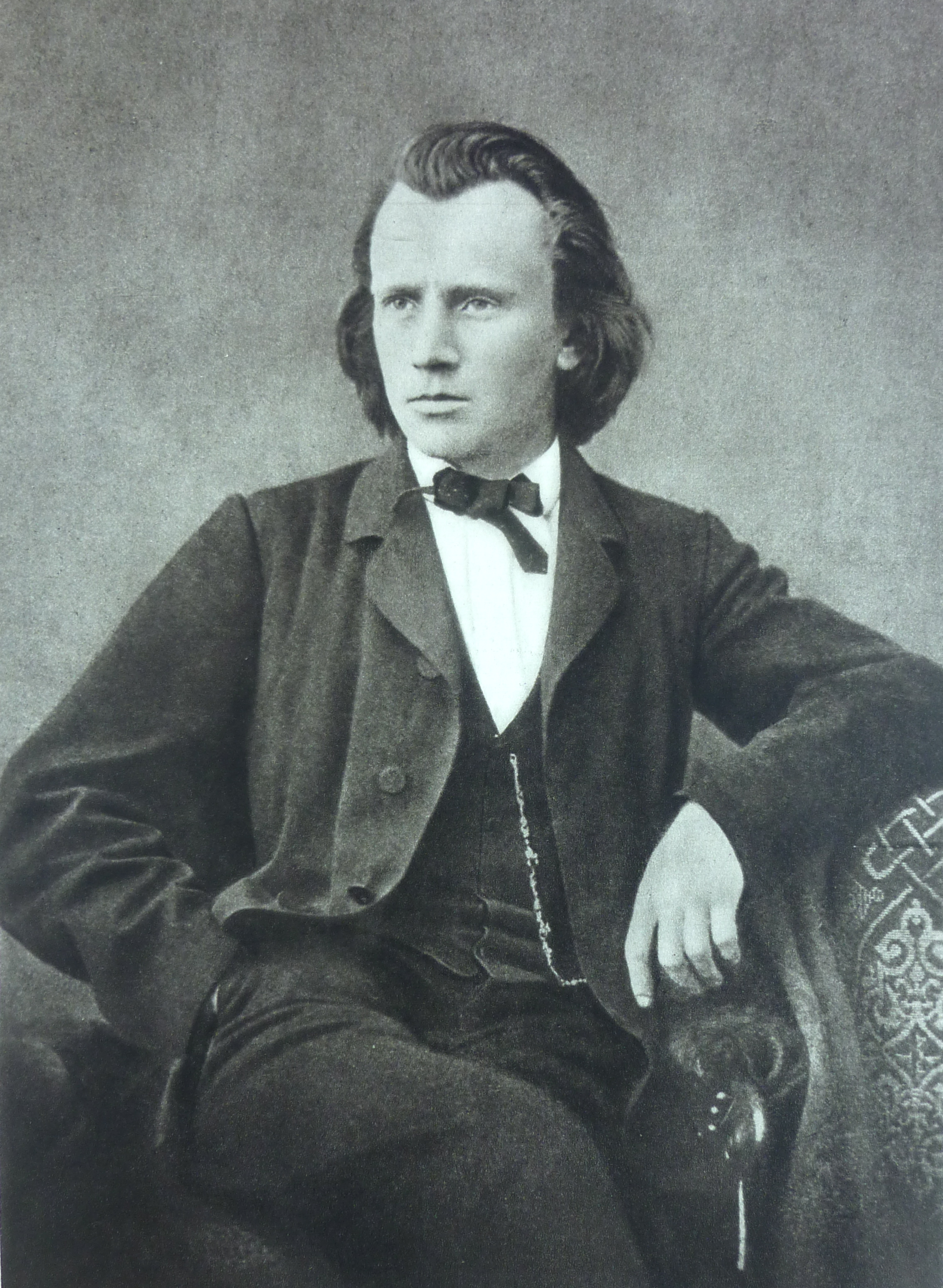
برامس در سال ۱۸۶۶

برامس امیدوار بود که رهبری ارکستر فیلارمونیک هامبورگ به وی واگذار شود، اما در سال ۱۸۶۲، این پست به خوانندهٔ باریتون، ژولیوس اشتوکهاوزن سپرده شد. (برامس همچنان به تصاحب این پست امیدوار بود؛ اما هنگامی که سرانجام در سال ۱۸۹۳ به وی پیشنهاد شد که به عنوان مدیر فیلارمونیک هامبورگ انتخاب شود، او دیگر به آرامش رسیده بود چون «با افکار رفتن به مسیرهای دیگر عادت کرده بود»). در پاییز سال ۱۸۶۲، اولین بازدید وی از وین اتفاق افتاد و در زمستان همان سال در این شهر اقامت گزید. در آنجا او به عضویت کنسرواتوار وین درآمد که با دیگر اعضا شامل: دو عضو از حلقهٔ واگنر، دوست قبلی خودش پیتر کورنلیوس و کارل توسیگ همراه بود از دیگر اعضا می‌توان به جوزف هلمزبرگر و جولیوس اپشتین که به ترتیب مدیر و رئیس مطالعات ویولن و مطالعات پیانو اشاره کرد که در این جمع حضور داشتند. حلقهٔ برامس نیز شامل ادوارد هانسلیک (منتقد برجسته و مخالف «مکتب جدید آلمانی»)، هرمان لوی (رهبر ارکستر) و تئودور بیلرت (جراح) بودند.
در ژانویه سال ۱۸۶۳، برامس برای اولین بار با ریشارد واگنر ملاقات کرد و برای او «واریاسیون‌های هندل» اپوس ۲۴، را که یک سال قبل به پایان رسانده بود، اجرا کرد. این نشست صمیمانه بود، اگرچه واگنر در سالهای بعد اظهارنظرهای انتقادی و حتی توهین‌آمیز نسبت به موسیقی برامس داشت. با این حال برامس در این زمان و بعداً علاقه شدیدی به موسیقی واگنر داشت و برای اجرای کنسرت‌های واگنر در وین در سال‌های ۱۸۶۲/۶۳ کمک‌های شایانی کرد، به‌همین خاطر توسط کارل توسیگ، پاداشی همراه با یک نسخهٔ دست‌نویس از اپرای تنهوزر (نسخه‌ای که واگنر در سال ۱۸۷۵ خواستار برگشت آن شد) دریافت نمود. همچنین برامس اولین رسیتال خود را در وین برگزار کرد که شامل «واریاسیون‌های هندل» و اولین کوارتت پیانوی وی بود که این بار با استقبال بهتری از سوی مردم و منتقدان از موسیقی وی روبرو شد.
برامس گرچه با مسئولیت‌های زیادی به‌خاطر تصدی پُست‌های رهبری در مکان‌های مختلف سرگرم بود، اما بیشتر تمرکز کاری خود را در وین قرار داد و خیلی زود تصمیم گرفت که در این شهر اقامت کند. در سال ۱۸۶۳، وی به عنوان رهبر ارکستر آکادمی آواز وین منصوب شد. او با برنامه‌ریزی و اجرای آثار بسیاری از استادان اولیهٔ آلمانی مانند هاینریش شوتس، باخ و دیگر آهنگسازانی مانند جووانی گابریلی و آهنگسازان متاخری چون بتهوون و فلیکس مندلسون، مخاطبان خود را شگفت‌زده کرد. برامس همچنین برای «گروه کر» آثاری از جمله «موتِت» (نوعی موسیقی آوازی چندصدایی) اپوس ۲۹، را تصنیف کرد، ولی با این حال او دریافت که این پُست بیش از حدِ نیاز، آهنگسازی وی را تحت‌الشعاع قرار داده‌است، به همین دلیل در ژوئن سال ۱۸۶۴، «گروه کر» را ترک کرد. او از سال ۱۸۶۴ تا ۱۸۷۶، تابستان‌های خود را در شهرک لیشتِنتال گذراند که امروزه بخشی از شهر بادن-بادن محسوب می‌شود. جایی که کلارا شومان و خانواده‌اش نیز مدتی را در آنجا گذراندند. خانهٔ برامس در لیشتِنتال، محلی بود که او بسیاری از آثار اصلی در دورهٔ میانی زندگی‌اش را در آنجا ساخت، از جمله می‌توان به رکوئیم آلمانی اپوس ۴۵، و موسیقی‌های مجلسی اشاره کرد. این مکان در حال حاضر به‌عنوان موزه، حفظ شده‌است.

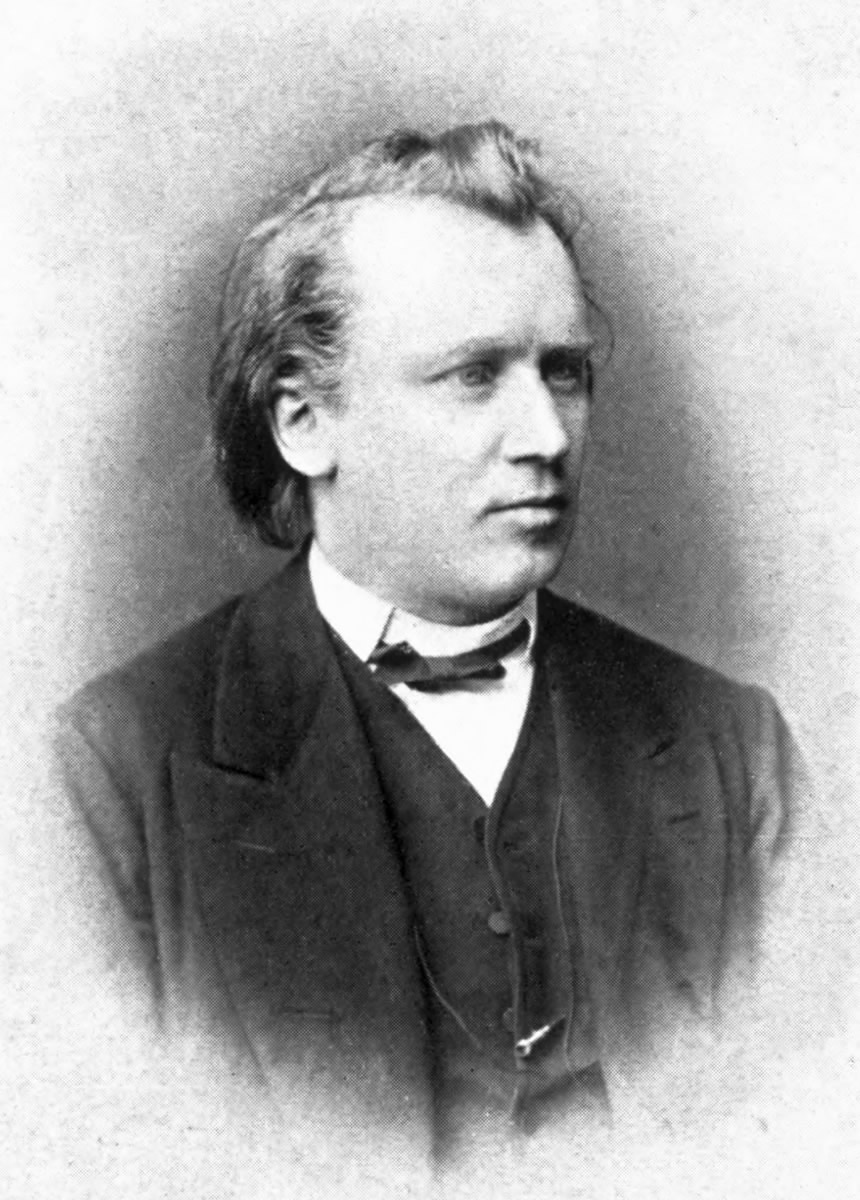
برامس در سال ۱۸۷۲

در فوریه ۱۸۶۵، مادرِ برامس درگذشت و او ساخت کار بزرگِ آوازی خود با نام یک رکوئیم آلمانی اپوس ۴۵، را شروع کرد که شش موومان آن تا سال ۱۸۶۶، به‌پایان رسید. اولین اجرا با سه موومان ابتدایی در وین برگزار شد، اما این اثر به‌طور کامل و در شش موومان، اولین بار در برمن و در سال ۱۸۶۸ اجرا گردید که با استقبال چشمگیری روبرو شد. همچنین یک موومان هفتم نیز به اولین اجرای موفق در لایپزیگ (فوریه ۱۸۶۹) اضافه شد، این اثر موجب تحسین منتقدان در سراسر آلمان و همچنین تا انگلیس، سوئیس و روسیه ادامه یافت. به‌طور مؤثر این اثر موفقیت‌آمیز بود و باعث ورود برامس به صحنهٔ جهانی شد. برامس در این دوره با آثاری مانند مجموعه‌ای از لیدها (اپوس‌های ۴۳، ۴۶، ۴۹) اولین مجموعه از رقص‌های مجار (۱۸۶۹) و مجموعه رقص آهنگ‌های عاشقانه (۱۸۶۸/۶۹) اپوس ۵۲، به کار خود ادامه داد. وی پس از چنین موفقیت‌هایی سرانجام تعدادی از کارهای خود را که سالها با آنها دست به گریبان بود، به‌پایان رساند، مانند کانتات رینالدو (۱۸۶۳–۱۸۶۸)، کوارتت‌های زهی (۱۸۷۳–۱۸۶۵) شماره ۱ و۲ اپوس ۵۱، کوارتت سوم پیانو (۱۸۷۵– ۱۸۵۵) و به‌خصوص سمفونی شماره ۱، که از اوایل سال ۱۸۵۵ آغاز شده بود، سرانجام در سال ۱۸۷۶، رونمایی شد.
در سال ۱۸۶۹، برامس احساس کرده بود عاشق جولی دختر شومان (آن زمان جولی ۲۴ و برامس ۳۶ ساله بودند) شده‌است اما خودش این موضوع را برملا نکرد. هنگامی که بعداً در همان سال نامزدی جولی با کنت مارموریتو اعلام شد، وی دست‌نوشته‌های «راپسودی آلتو» اپوس ۵۳، ساختهٔ خود را طی یادداشتی به کلارا داد. کلارا در دفتر خاطرات خود نوشت که «او آن را ترانهٔ عروسی خودش خوانده است» و «دردی عمیق در متن و موسیقی» وجود دارد.
برامس از سال ۱۸۷۲ تا ۱۸۷۵، مدیر کنسرت‌های ارکستر «جامعه عاشقان موسیقی» بود. وی پس از آنکه اطمینان حاصل کرد که این ارکستر از نوازندگان حرفه‌ای تشکیل شده‌است، رپرتوارهایی را برنامه‌ریزی و اجرا کرد که از باخ تا آهنگسازان قرن نوزدهم (به‌جز آهنگسازان «مکتب جدید آلمانی») را در بر می‌گرفت. آهنگسازانی که آثارشان اجرا می‌شد، عبارت بودند از: بتهوون، شوبرت، مندلسون، شومان، یواخیم، هیلر، بروخ و آثار خودش بود، (به‌ویژه آثاری برای «گروه کر» در مقیاسی بزرگ، رکوئیم آلمانی، راپسودی آلتو و آهنگ پیروزی اپوس ۵۵، که مربوط به جشن پیروزی برای جنگ فرانسه و پروس بود). وی همچنین در سال ۱۸۷۲، قطعۀ «واریاسیون روی یک تم از هایدن» را که ابتدا برای دو پیانو طراحی شده بود، به تنظیم ارکسترال تغییر داد که به یکی از محبوب‌ترین آثار وی تبدیل شده است.

### سال‌های شهرت (۱۸۹۰–۱۸۷۶)

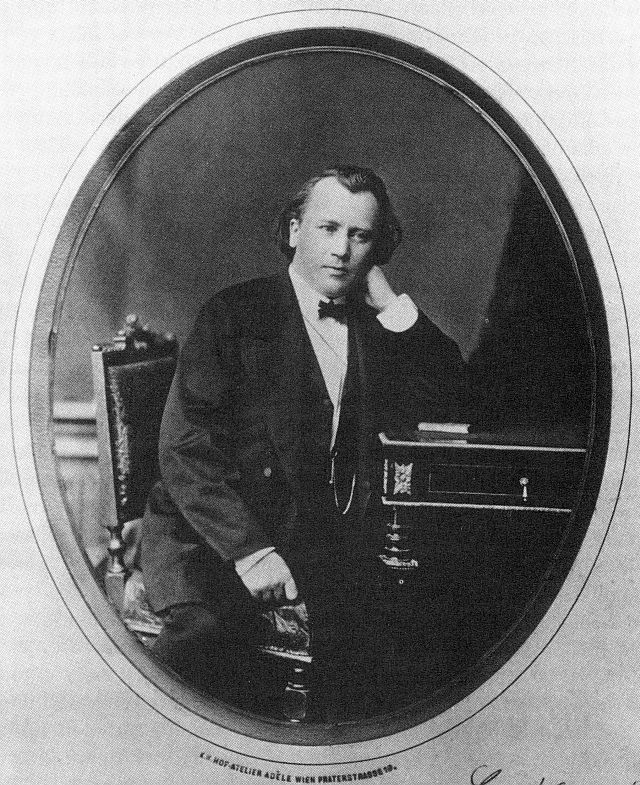
برامس در سال ۱۸۷۲

سمفونی شماره ۱ برامس در سال ۱۸۷۶ آماده شد. گرچه تصنیف این اثر از اوایل دههٔ ۱۹۶۰، آغاز شده بود و در طول این سال‌ها تکامل یافته بود، اما ممکن است طراحی اولیۀ آن از سال ۱۸۶۸، شروع شده باشد، (برامس به کلارا شومان و آلبرت دیتریش اعلام کرده بود که نسخه‌ای از موومان اول را نوشته‌است). برامس همیشه با احتیاط رفتار می‌کرد و به نوعی خود را به‌هنگام خلق سمفونی، کوچک می‌شمرد و خوار جلوه می‌داد، او با عباراتی به دوستانش می‌نوشت که: «چندان جذاب نیست»، «طولانی و دشوار است»، «طولانی و در دو مینور است»، ریچارد تاروسکین (موسیقی‌شناس آمریکایی) اشاره می‌کند و روشن می‌سازد که الگوی در نظر گرفته شدهٔ برامس برای این اثر (خلق یک سمفونی)، سمفونی شماره ۵، ساختهٔ بتهوون بوده‌است.
دانشگاه کمبریج در ماه مه ۱۸۷۶، پیشنهاد اعطای درجهٔ دکترای افتخاری موسیقی به برامس و یواخیم را داد، به‌شرطی که آنها قطعات جدیدی را به‌عنوان پایان‌نامه بسازند و برای دریافت دکترا شخصاً در کمبریج حضور داشته باشند. برامس از سفر به انگلستان بیزار بود و خواستار دریافت درجه به صورت غیابی شد و سمفونی قبلاً اجرا شده‌اش (نوامبر ۱۸۷۶) را به عنوان پایان‌نامه، ارائه داد. اما از این دو فقط یواخیم به انگلیس رفت و فقط به او، مدرک دکترا اعطا شد. برامس نیز در ۸ مارس ۱۸۷۷، با اجرا و رهبری سمفونی شماره یک در لندن (نخستین اجرا در انگلستان) و اهدا بخش‌هایی از نسخهٔ دست‌نویس سمفونی به یواخیم، این دعوت را مورد تأیید قرار داد.

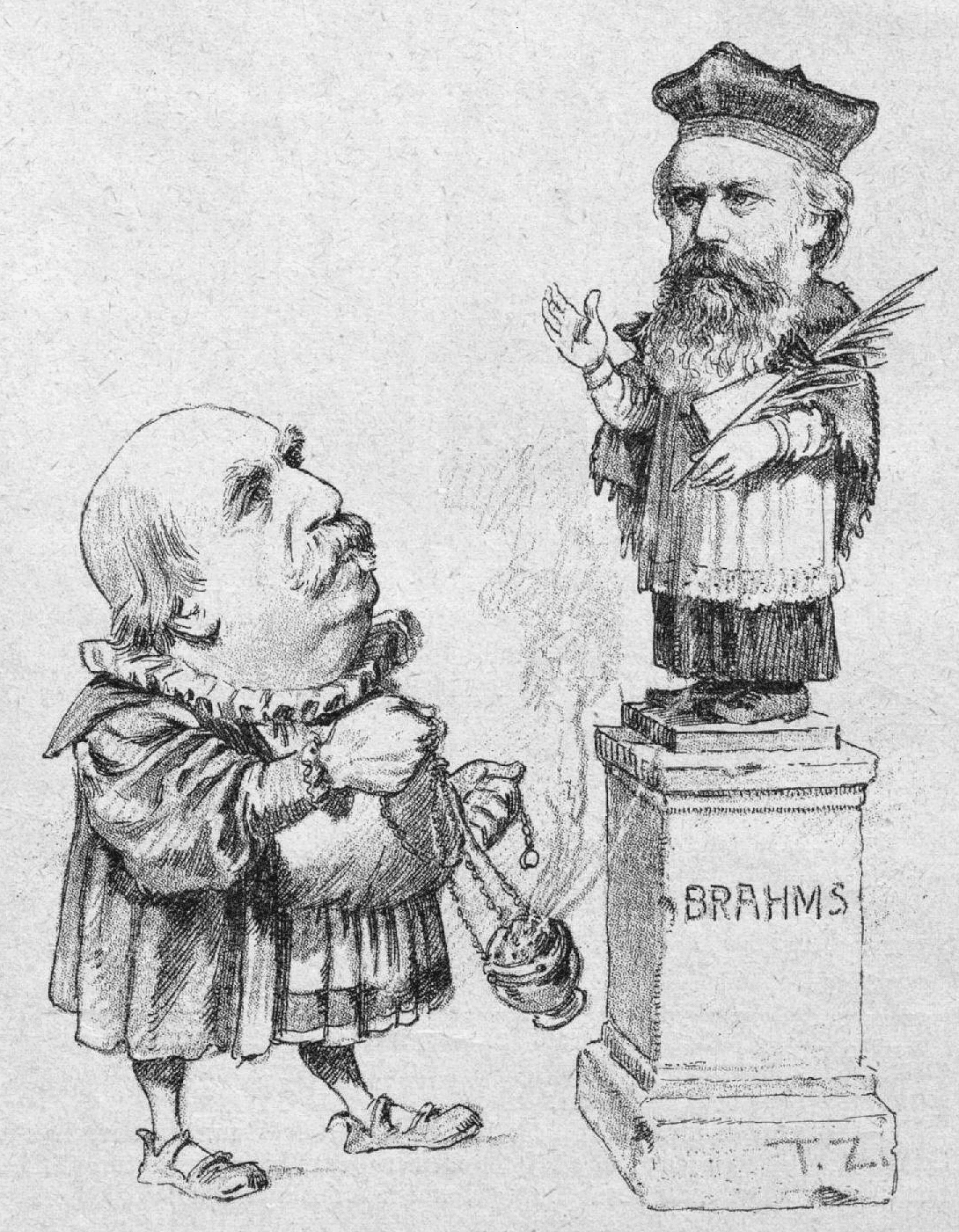
ادوارد هانسلیک منتقد موسیقی به تندیس برامس بخور می‌دهد، کاریکاتور از مجلۀ طنز «وین فیگارو»، ۱۸۹۰

با آنکه از اولین اجرای سمفونی شماره یک استقبال شد، اما برامس همچنان ناراضی بود و موومان دوم را قبل از چاپ اثر، به‌طور گسترده اصلاح کرد. به‌دنبال آن دیگر آثار ارکسترال وی نیز نظرات خوبی دریافت کرد. آثاری مانند: سمفونی شماره ۲، کنسرتو ویولن (اهدا شده به یواخیم که در جریان ساخت آن از نزدیک با او مشاوره کرد)، «اورتور جشنواره آکادمی» (این اثر به‌خاطر اهدای دکترای افتخاری از طرف دانشگاه برسلاو به برامس و به‌عنوان پایان‌نامه ساخته شد) و «اورتور تراژیک» (۱۸۸۰)، مورد استقبال قرار گرفت و در نتیجه دانشگاه برسلاو، از برامس به‌عنوان «رهبر هنر موسیقی فاخر در آلمان امروز» نام برد که این امر موجب واکنش صریح و اعتراض ریشارد واگنر شد. وی در مقاله‌ای با عنوان «دربارهٔ شعر و آهنگسازی»، در بارهٔ برامس با کنایه نوشت: «من برخی آهنگسازان مشهوری را می‌شناسم که یک روز با لباس مبدل در نقش یک خوانندهٔ خیابانی ظاهر می‌شوند، روزی دیگر کلاه‌گیسِ هندل را چنگ می‌زنند، گاهی در لباس یک یهودی چارداش ظاهر می‌شوند، وقتی دیگر بیهوده‌کار و دوباره لباس سمفونی شماره ۱۰ را می‌پوشند» (اشاره به سمفونی شماره یک است که بعضی مفسران برای تمجید از این اثر، آن را سمفونی شماره ۱۰ بتهوون فرض کردند، چرا که بتهوون ۹ سمفونی بیشتر، نساخته بود).
اینک برامس به‌عنوان یک چهرهٔ بزرگ در دنیای موسیقی شناخته شده بود. او عضو همان هیات داورانی بود که «جایزهٔ دولتی وین» را به آهنگسازان اعطا می‌کرد که در آن زمان سه جایزه به آنتونین دورژاک (که آن زمان کمتر سرشناس بود)، ابتدا در فوریه سال ۱۸۷۵، سپس در سال‌های ۱۸۷۶، ۱۸۷۷، اهدا کرد و او را به انتشارات سیمروک برای انتشار آثارش معرفی کرد. این دو نفر برای اولین بار در سال ۱۸۷۷ با هم ملاقات کردند و دورژاک کوارتت زهی اپوس ۴۴، خود را به برامس تقدیم کرد. او همچنین موفق به دریافت انواع افتخارات دیگری شد. لودویگ دوم در سال ۱۸۷۴، «نشان ماکسیمیلیان برای علم و هنر» و گئورگ دوم نیز در سال ۱۸۸۱، «نشان خانه ماینینگن» (صلیب فرماندهی)، را به برامس اعطا کردند.

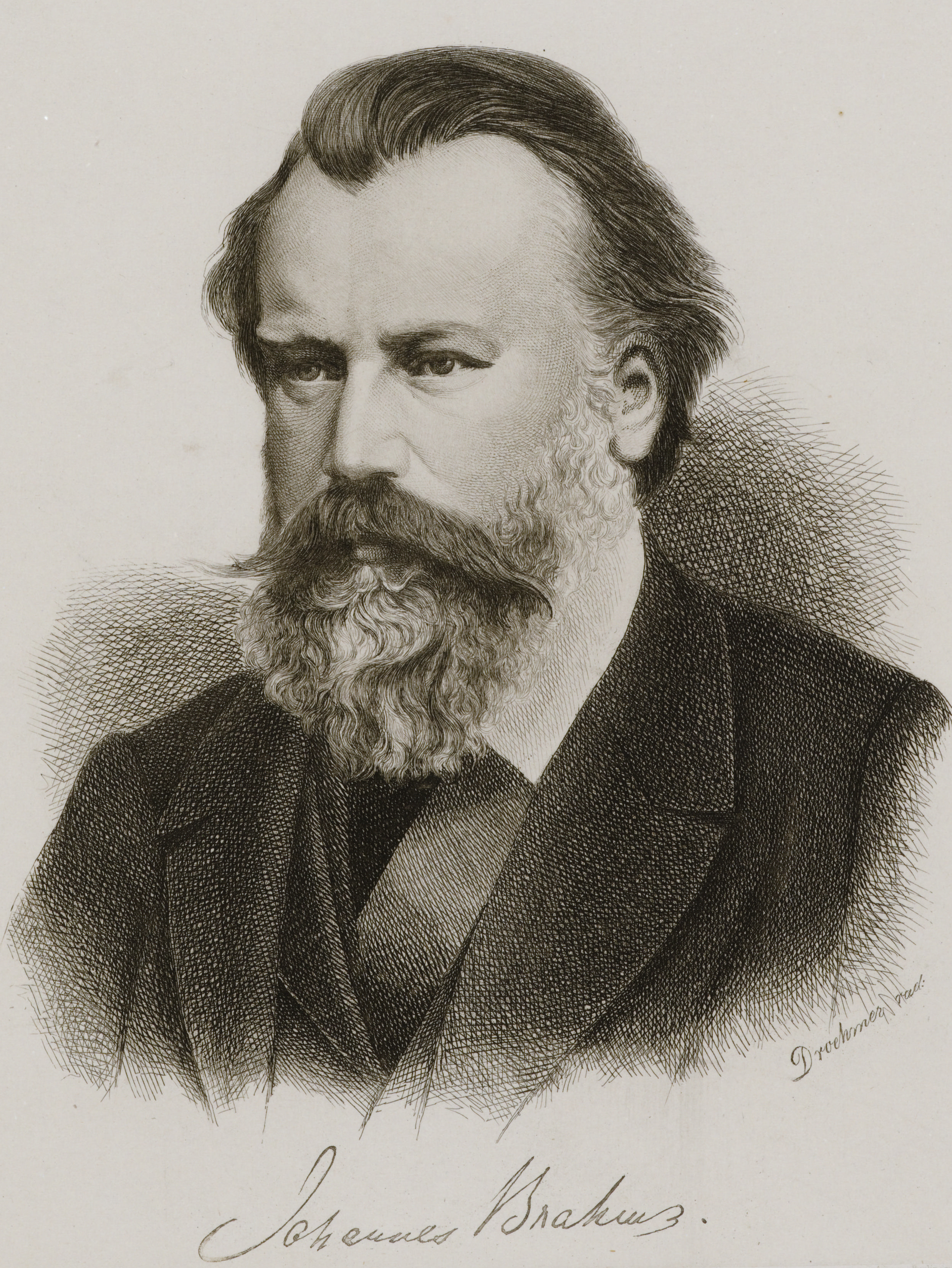
برامس در سال ۱۸۸۲

در این زمان برامس تصمیم گرفت ظاهر چهرهٔ خود را تغییر دهد. او که همیشه با صورتی تراشیده دیده می‌شد، در سال ۱۸۷۸، با گذاشتن ریشِ بلند، دوستانش را متعجب کرد و در ماه سپتامبر برای برنهارد شولتز (رهبر ارکستر) نوشت: «من با یک ریشِ بزرگ می‌آیم! همسر خود را برای دیدن یک منظرهٔ وحشتناک آماده کنید». جرج هنشل (خواننده) در خاطرات خود یادآوری می‌کند که در آن روز و پس از کنسرت، «من مردی را دیدم که برای من ناشناخته، نسبتاً تنومند، با قد متوسط، موهای بلند و ریشِ کامل، با صدایی بسیار عمیق و خشن، خود را رهبر ارکستر موسیقی مولر معرفی کرد … ما بلافاصله از موفقیت کامل در کشفِ برامس با تغییر چهره و لباس مبدل، از ته دل خندیدیم». این حادثه همچنین عشقِ برامس به شوخی‌های عملی را نشان می‌دهد.
برامس در سال ۱۸۸۲، کنسرتو پیانو شماره ۲ خود را به‌پایان رساند و آن را به استادش ادوارد مارکسن تقدیم کرد. سپس هانس فان بلوو، او را دعوت کرد تا با ارکستر دربار ماینینگن، برای اولین بار آثار خود را اجرا کند. این دعوت آغاز همکاری او با ماینینگن و فان بلوو بود که قرار شد تا برامس را به‌عنوان یکی از «سه ب» (سه آهنگساز بزرگ: باخ، بتهوون، برامس) گروه‌بندی کند. وی در نامه‌ای به همسرش نوشت: «شما می‌دانید که من در مورد برامس چه فکر می‌کنم: بعد از باخ و بتهوون، بزرگترین و متعالی‌ترین آهنگساز است». سال‌های بعد اولین اجراهای سمفونی شماره ۳ و شماره ۴ با این ارکستر اجرا شد. ریشارد اشتراوس که دستیار فان بلوو بود، ابتدا به موسیقی برامس اطمینان نداشت اما با اجرای سمفونی سوم نظرش تغییر کرد و سمفونی چهارم را با علاقه‌مندی «اثری غول‌پیکر و از نظر مفهوم و ابتکار، عالی» توصیف کرد. یکی دیگر از هواداران نسل جوان اما محتاطِ برامس، گوستاو مالر بود که در سال ۱۸۸۴، با وی ملاقات کرد و از آشنایان نزدیک وی نیز بود. مالر، برامس را بالاتر از آنتون بروکنر ارزیابی کرد اما ریشه‌های او را به خاک، بیشتر از واگنر و بتهوون متصل می‌دانست.
در سال ۱۸۸۹، برامس به عنوان شهروند افتخاری هامبورگ انتخاب شد. در همین سال تئو وانگمن، نماینده توماس ادیسون، با برامس در وین دیدار داشت و از او برای یک ضبط آزمایشی دعوت کرد. برامس اولین قطعه از رقص‌های مجار و یک قطعه از یوزف اشتراوس را با پیانو اجرا کرد. اگرچه مقدمهٔ گفتاری و کوتاه در این ضبط واضح و قابل فهم است، اما اجرای پیانو، با سروصدای زیادی که در زمینه وجود دارد، قابل شنیدن نیست.تحلیل‌گران و محققان در مورد صدایی که در ابتدا، این قطعه را معرفی می‌کند، صدای تئو وانگمن است یا برامس، اختلاف نظر دارند. نسخهٔ ضبط‌شده در دانشگاه استنفورد تولید شد.

### سال‌های پایانی (۱۸۹۷–۱۸۹۰)

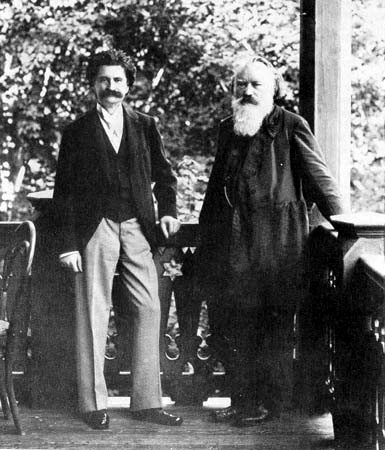
برامس و اشتراوس (چپ) ، عکس‌برداری در وین

در دههٔ ۱۸۷۰، برامس با یوهان اشتراوس که هشت سال از او بزرگتر بود آشنا شده بود، اما دوستی نزدیک آنها مربوط به سال‌های ۱۸۸۹ و بعد از آن است. برامس بسیاری از آثار اشتراوس را قابل تحسین می‌دانست، و آهنگساز را تشویق می‌کرد تا آثارش از طریق انتشارات سیمروک که متعلق به خودش بود، منتشر کند. برامس به‌عنوان یک طرفدارِ اشتراوس برای همسرش آدل، طی یادداشتی در ابتدای نت‌های والس دانوب آبی نوشت: «متأسفانه این اثر ساختهٔ برامس نیست».
در سال ۱۸۹۰، پس از اجرای موفقیت‌آمیز «کوئینتت زهی شماره ۲» اپوس ۱۱۱، برامس ۵۷ ساله فکر کرد که شاید بهتر است از آهنگسازی بازنشسته شود، و به دوستی گفت که «به اندازهٔ کافی موفق بوده‌ام، در اینجا من یک پیری بی‌دغدغه می‌خواهم و می‌توانم از آن با آرامش لذت ببرم». همچنین او برای شروع و یافتن این آرامش، به دیدار و همراهی با خوانندهٔ متزو سوپرانو آلیس باربی (۲۸ ساله) می‌پرداخت و ممکن است از او خواستگاری نیز کرده باشد.
اما تحسین برامس از یک نوازندهٔ کلارینت در «ارکستر دربار ماینینگن» به‌نام ریشارد مولفلد، باعث شد تا دوباره شوق آهنگسازی در وی زنده گردد و او را به نوشتن دوباره سوق داد که در نتیجه یک «تریو کلارینت» اپوس ۱۱۴، «کوئینتت کلارینت» اپوس ۱۱۵ (۱۸۹۱)، و دو «سونات کلارینت» اپوس ۱۲۰ (۱۸۹۴)، ساخته شد. در این زمان چرخه‌های پایانی آثار برامس، شامل قطعاتی برای پیانو با عنوان «چهار آواز جِدّی» (که ناشی از مرگ کلارا شومان بود) اپوس‌های ۱۱۶ تا ۱۱۹ (۱۸۹۶)، و همچنین او یازده «پرلود کرال برای ارگ» اپوس ۱۲۲ (۱۸۹۶)، آهنگسازی کرد. آخرین نت‌هایی که برامس نوشت، مجموعه تنظیمات «ای دنیا باید تو را ترک کنم» بود. بسیاری از آثار برامس در خانهٔ او در شهر باد ایشل، جایی که برامس برای اولین بار در سال ۱۸۸۲، به آنجا رفت و هر تابستان از ۱۸۸۹ به بعد در آنجا اقامت می‌کرد، نوشته شده‌است.

### مرگ

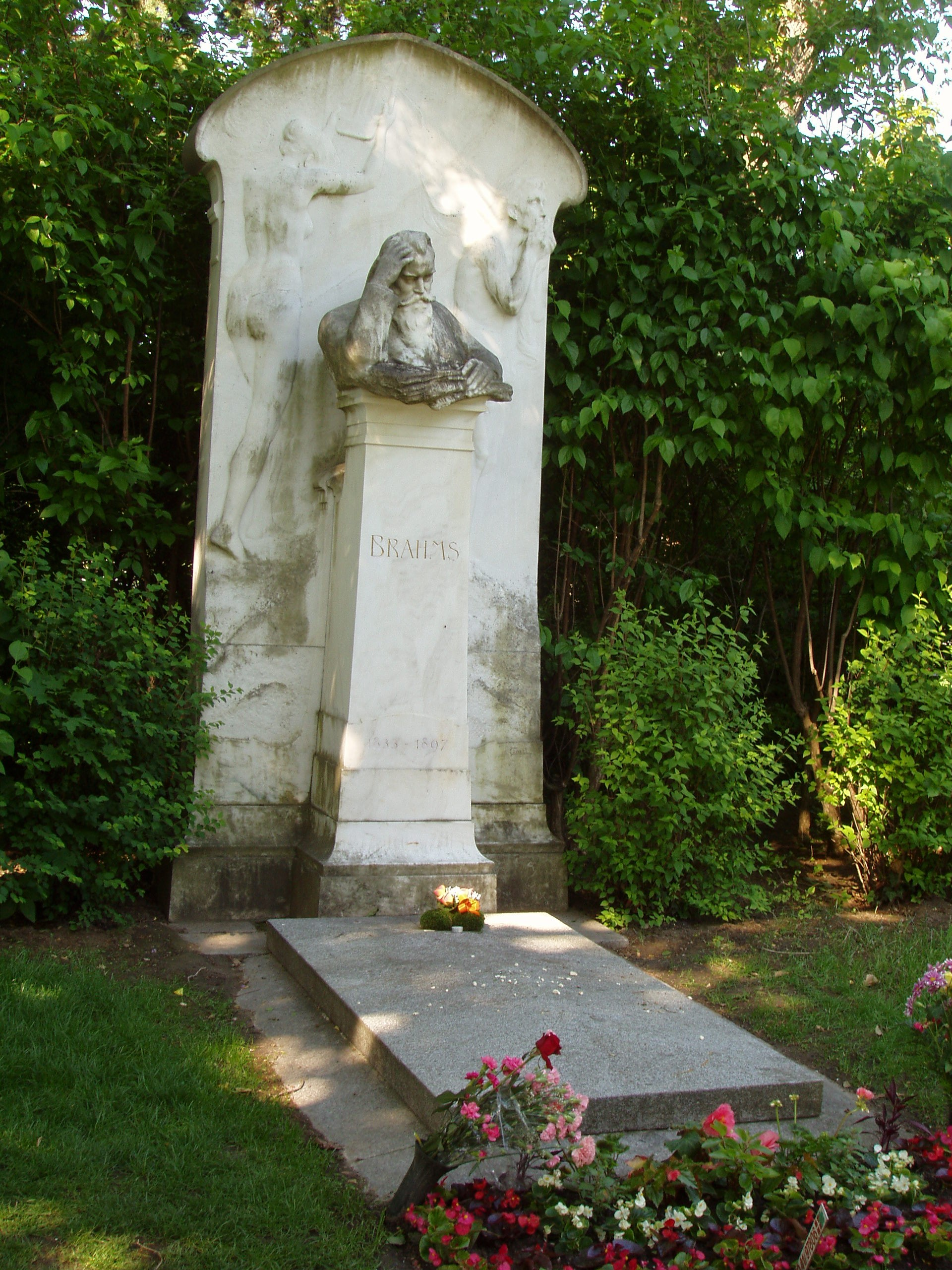
عکس از محل دفن برامس در «آرامگاه مرکزی وین»

پس از مرگ کلارا شومان (۱۸۹۶)، برامس دچار افسردگی شدیدی شد و سلامتی‌اش آسیب دید. در تابستان ۱۸۹۶، به بیماری یرقان مبتلا شد و سپس در همان سال پزشک وینی تشخیص داد که وی دارای سرطان کبد است (پدر وی جاکوب نیز بر اثر همین بیماری درگذشت). آخرین حضور او در مجامع عمومی، ۷ مارس ۱۸۹۷ بود که هانس ریشتر (رهبر ارکستر) سمفونی شماره ۴ را اجرا کرد که در پایان هر موومان با تشویق تماشاگران همراه بود. برامس سه هفته قبل از مرگش در مارس ۱۸۹۷، تلاش کرد در اولین اجرای اپرت الهه عقل اثر یوهان اشتراوس شرکت کند، اما وضعیت وی وخیم‌تر شد و سرانجام در ۳ آوریل ۱۸۹۷، در سن ۶۴ سالگی درگذشت. پیکر وی در آرامگاه مرکزی وین در زیر یک بنای یادبود طراحی‌شده توسط ویکتور اورتا و تندیسی ساختهٔ ایلس فان تواردوفسکی، به خاک سپرده شد.

### دین و باور
برامس به‌عنوان نوزاد در کلیسای لوتران، غسل تعمید شد، وی متعلق به خانواده‌ای لوتریانیست بود و او نیز تحت تاثیر این مذهب قرار داشت. گفته می‌شود کتاب مقدسی که به مناسبت تولدش به او داده شده بود، تا پایان عمر نزد خود حفظ کرد و در بسیاری از آثار کرال خود، از متونِ این کتاب استفاده کرد. والتر نیمان دوست و آهنگساز آلمانی وی می‌گوید: «این واقعیت که برامس فعالیت خلاقانۀ خود را با آهنگ‌های محلی آلمانی آغاز کرد و با کتاب مقدس به پایان برد، اعتقاد واقعی و مذهبی این مرد بزرگ را نشان می‌دهد». با این حال رابطه و نگرشِ برامس نسبت به دین را یک «منتقدِ» حداقلی تلقی کرده، و با آنکه در سن پانزده سالگی توسط کلیسای سنت مایکل (هامبورگ)، پذیرفته شده‌بود، اما او را به‌عنوان یک ندانم‌گرا، یا انسان‌گرا نیز توصیف می‌کنند.
آنتونین دورژاک که یک کاتولیک متدین بود، در نامه‌ای در بارهٔ برامس می‌نویسد: «چنین انسانی، چنین روح ظریفی، هیچ اعتقادی ندارد! او هیچ اعتقادی ندارد!». گفته می‌شود هنگامی که کارل رینتالر (رهبر ارکستر)، از وی خواسته‌است یک متن دقیقاً مذهبی را به رکوئیم آلمانی خود اضافه کند، وی در پاسخ گفته‌است: «باید اعتراف کنم که با کمال میل حتی حاضرم کلمهٔ «آلمانی» را حذف و به جای آن کلمهٔ «انسانی» قرار دهم، همچنین با دانش و آگاهی کامل می‌خواهم از بخش‌هایی مانند یوحنا، فصل ۳ آیهٔ ۱۶، نیز صرف‌نظر کنم. از طرف دیگر، چون من یک موسیقی‌دان هستم، چیزی یا چیزهایی را انتخاب می‌کنم که به آن احتیاج دارم و چون با نویسندگان محترم متن نمی‌توانم در مورد حذف، با آنها بحث و جدل کنم، پس بهتر است قبل از اینکه حرفی بزنم، خودم استفاده از آن را متوقف کنم».

## موسیقی

### سبک

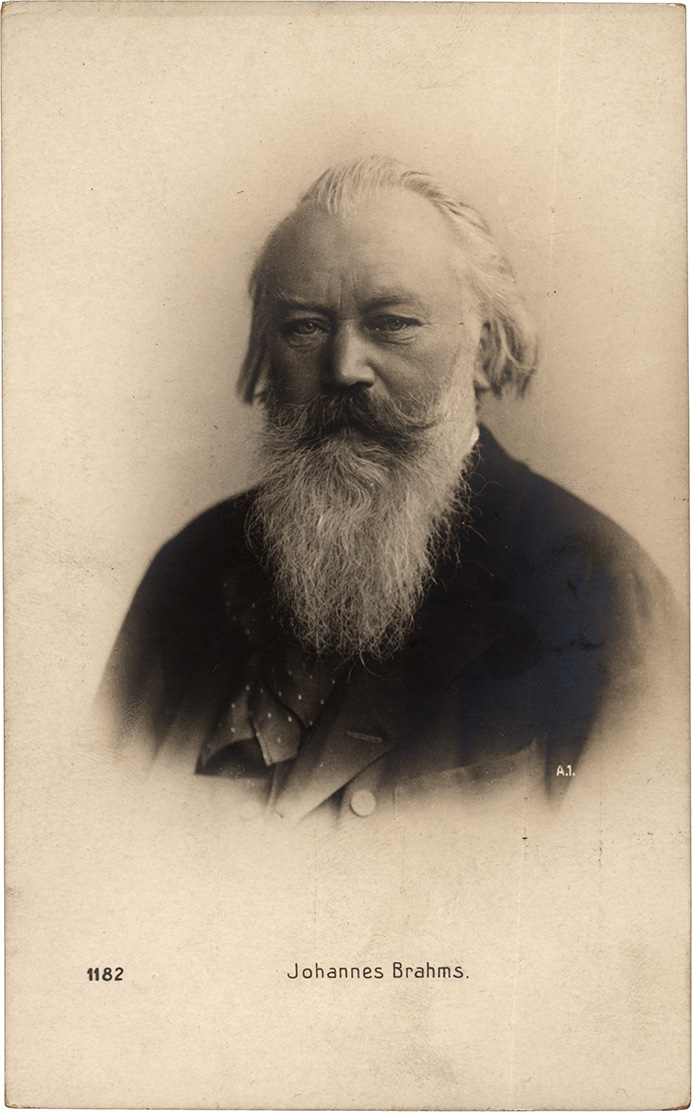
برامس در سال‌های پایانی عمر، (قبل از۱۸۹۷)

برامس پیرو سبک بتهوون و ستایشگر باخ بود و آثارش ادامهٔ موسیقی دوره کلاسیک و رومانتیک شناخته می‌شود. او به‌طور اصولی با مکتب واگنر/لیست که تحت عنوان «مکتب جدید آلمانی» و موسیقی برنامه‌ای شهرت یافته بودند، به شدت مخالفت می‌کرد و از رومانتیک‌هایی که در کارشان مبالغه می‌کردند، نفرت داشت. با آنکه برامس در پایانی‌ترین دورهٔ رومانتیک جای دارد، اما وی را کلاسیک‌ترین آهنگساز این دوره به‌شمار می‌آورند. برامس پیرو فرم کلاسیک و ارایه دهندهٔ یک موسیقی مطلق بدون وابستگی به هر ایدهٔ غیر موسیقایی بود. وی کارهای بسیاری از معاصرانش را «تکنیک‌های پوچ نمایشی» قلمداد می‌کرد و مردود می‌دانست. به‌همین دلیل سبک کلاسیکِ خود را نوعی مقابله با افراطی‌گری رومانتیک‌ها قرار داده بود. برامس با آنکه نمایندهٔ جناحی سنت‌گرا و «موسیقی جدّی» بود، اما استقبال زیاد در رپرتوار کنسرت‌های مدرن امروزی از آثار وی نشان می‌دهد که نه تنها نسبت به آن واکنشی منفی ندارند، بلکه بسیار مورد تحسین نیز قرار می‌گیرند، از این حیث می‌توان برامس را آهنگسازی دانست که موسیقی‌اش برای هر دو جناح کلاسیک و رومانتیک، راضی‌کننده بوده‌است.
سبک برامس اگرچه در فرم کلاسیک قرار داشت، اما وی به‌عنوان نسل سوم از سال‌های آخرینِ دورهٔ رومانتیک، به اتفاق واگنر، سازبندی و ارکستراسیون را به حد کمال رساندند. برامس از هارمونی گسترده‌ای بهره می‌گرفت و از رنگ‌آمیزی‌های جدیدی در ارکستر استفاده می‌کرد. او در تصنیف سمفونی‌هایش از لحاظ فرم، مدت و حجم، تحت تأثیر بتهوون، اما موسیقی وی فاقد فیگورهای ریتمیک مرسوم در آثار بتهوون بود، به‌همین دلیل آثار او لحن و بیانی تغزلی دارد که آن را بیشتر به آثار فرانتس شوبرت شبیه می‌دانند. از همین رو، هر چهار سمفونی او دارای ارزش زیاد و یکسانی در کنسرت‌های امروز به‌شمار می‌آیند.
برامس در تکنیک کنترپوان نیز مهارت زیادی داشت. کارل گایرینگر (موسیقی‌شناس اتریشی/آمریکایی) می‌نویسد: «از نظر برامس … پیچیده‌ترین فرم‌های کنترپوان، وسیله‌ای طبیعی برای ابراز احساسات او است. همان‌طور که پالسترینا و باخ توانستند در آثارشان اهمیتی معنوی به کنترپوان بدهند، برامس نیز می‌توانست با استفاده از یک کانن به‌صورت‌های مختلف، آن را به یک قطعهٔ ناب و شعری تغزلی تبدیل کند». مهارت دیگر وی غیر از کنترپوان، کنترل نامحسوس او در ریتم و متر بود. در فرهنگنامهٔ نیو گروو حدس زده می‌شود که آشنایی او در نوجوانی با موسیقی کولی‌ها و مجارستانی، منجر به شیفتگی مادام‌العمر به ریتم‌های نامنظم، نت‌های سه‌تایی (تریوله) و استفاده از ریتم آزادتر در ساخته‌های او شده‌است. طبق گفتهٔ مایکل ماسگراوی (زندگی‌نامه‌نویس برامس): «فقط یک آهنگساز در طبیعتِ پیشرفتهٔ این تفکرِ ریتمیک، می‌تواند با وی رقابت کند و آن شخص، ایگور استراوینسکی است».

### آثار

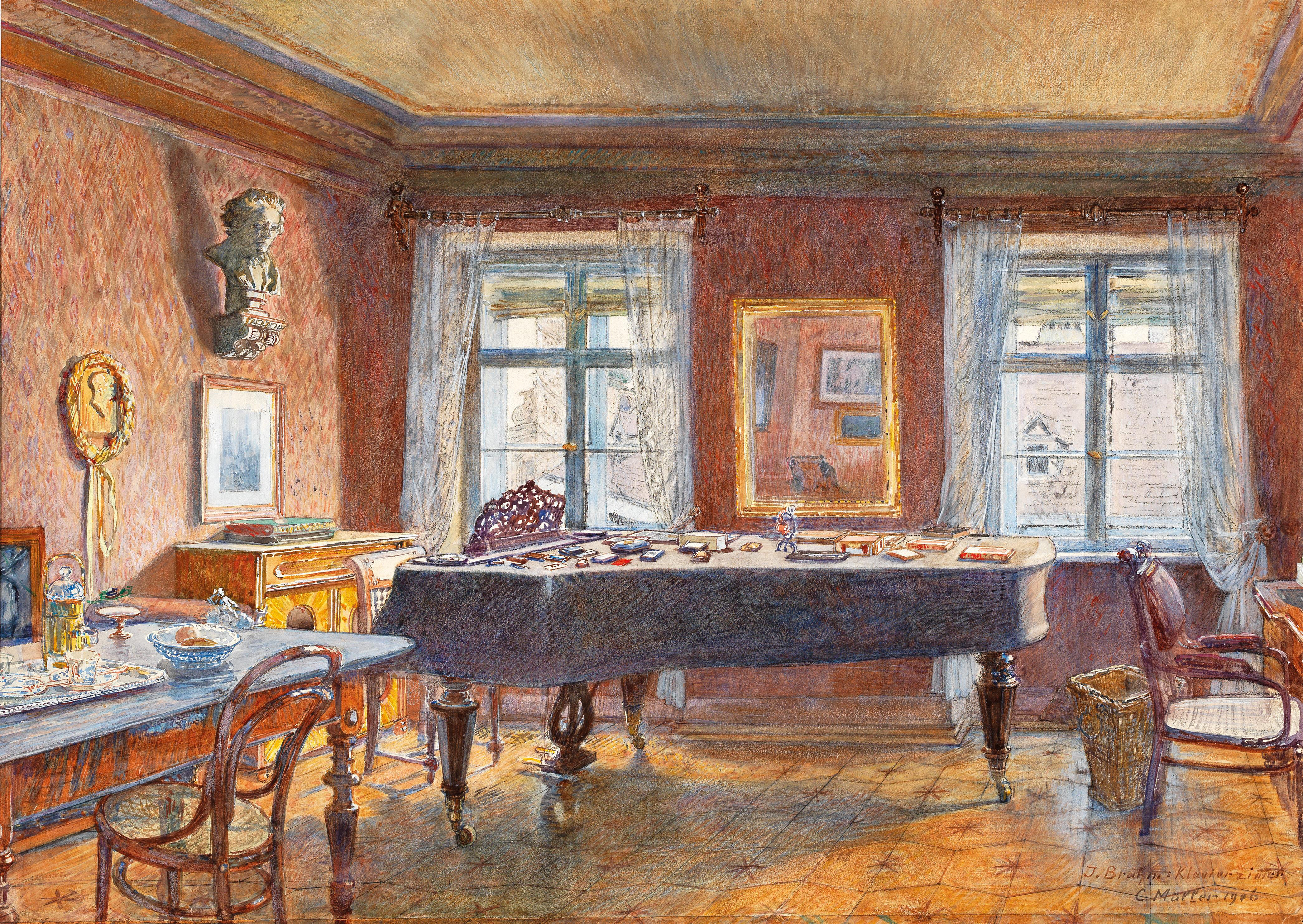
نقاشی از اتاق کار برامس در وین، اثر: «کارل مولر» (۱۹۳۸-۱۸۶۲)

برامس تعداد زیادی از کارهای مهم خود را برای ارکستر نوشت، از جمله ۴ سمفونی، ۲ کنسرتو پیانو، کنسرتو ویولن، دوبل کنسرتو برای ویولن و ویولنسل، اورتور تراژیک (که اهمیتی مانند سمفونی در کارهایش دارد)، ۲ سرناد و اورتور جشنواره آکادمی. اثر بزرگ آوازی او یک رکوئیم است که برامس زبان آلمانی را جایگزین متن لاتین کرد و به همین دلیل نام آن را یک رکوئیم آلمانی نهاد. برامس اولین کار ارکسترال خود را «واریاسیون روی یک تم از هایدن» (۱۸۷۳) نوشت و سپس به تصنیف سمفونی روی آورد. سمفونی‌های او بر خلاف دیگر آهنگسازان رومانتیک، تفسیر خاصی ندارد اما دارای اهمیت زیادی از نظر تکنیک و فرم است. برامس می‌گوید:
| « | اگر ما نمی‌توانیم مانند موتسارت و هایدن آثار زیبا بنویسیم، حداقل باید بتوانیم مانند آنها در نوشتن هارمونی و کنترپوان دقت کنیم | » |

این اظهارنظر برامس کاملاً با سمفونی‌هایش مطابقت دارد؛ چراکه دارای هارمونی و سازبندی محکم، اما فاقد ظرافت‌های موسیقی کلاسیک است. در میان آثار ارکسترال وی دو کنسرتو پیانوی شماره ۱ و شماره ۲، از بهترین نمونه‌های موسیقی کلاسیک به‌شمار می‌روند و از کارهای مهم ارکسترال محسوب می‌شوند. از همین رو، مفسران موسیقی کنسرتوی شماره یک را دارای اهمیتی معادل یک سمفونی و سرشار از ذوق و تکنیک برامسی می‌دانند. همچنین کنسرتو ویولن وی را که برای یواخیم نوشته‌است با کنسرتو ویولن بتهوون مقایسه می‌کنند و برابر با آن می‌دانند. دیگر اثر ارکسترال وی با نام «دوبل کنسرتو برای ویولن و ویلنسل» نیز بااهمیت و قابل توجه است.
آثار موسیقی مجلسی برامس شامل: ۳ کوارتت زهی، ۲ کوئینتت زهی، ۱ کوئینتت کلارینت، ۱ تریو کلارینت، ۱ تریو هورن، ۱ کوئینتت پیانو، ۳ کوارتت پیانو و ۴ تریو پیانو (که پس از مرگش منتشر شد) است. وی چندین سونات نیز برای ساز با همراهی پیانو نوشت که از جمله ۳ قطعه برای ویولن، ۲ قطعه برای کلارینت (این اثر برای ویولا نیز توسط برامس تنظیم شد) و راپسودی برای آلتو است که از او بر جای مانده است.
در بین کارهای برامس، آثار پیانویی نیز اهمیت زیادی دارد که اکثر آنها در فرم کلاسیک است. در کارنامهٔ وی سه سونات پیانو (به‌ویژه سونات در فا دیز مینور که در ۱۹ سالگی نوشت)، راپسودی‌ها، فانتزی‌ها، بالادها، والس‌ها و رقص‌های مجار، از جمله کارهای برجستهٔ وی است.
در موسیقی آوازی، برامس بیش از ۲۰۰ لید (یا تصنیف) نوشته‌است که بسیاری از آنها مانند «لالایی»، «چهار آواز جِدّی» و «آواز برای گروه کر مردان و ارکستر» محبوبیت زیادی دارند.
برامس یک کمال‌گرای افراطی بود. او بسیاری از کارهای اولیهٔ خود را از بین برد، از جمله یک «سونات ویولون» که با «اِدِه رِمنی» و فردیناند داویت اجرا کرده بود. یک بار نیز ادعا کرد که ۲۰ کوارتت زهی را قبل از اینکه منتشر شود، در سال ۱۸۷۳، نابود کرده‌است. در طی چندین سال، او یک پروژهٔ اصلی برای یک سمفونی در مینور را به اولین کنسرتوی پیانوی خود تغییر داد. نمونهٔ دیگری از وسواسِ او به جزئیات، اولین سمفونی او است که از سال ۱۸۶۱ تا ۱۸۷۵، روی آن کار کرد و حتی بعد از اجرای اول، مجدداً بازنگری کرد و موومان آهستهٔ سمفونی را از بین برد و دوباره ساخت تا قبل از انتشار جایگزین کند. عامل دیگری که به کمال‌گرایی برامس کمک کرده است، تشویق‌های روبرت شومان است که او مصمم بود آنها را برآورده کند. برامس به‌شدت از ساخت موسیقی برنامه‌ای یا صحنه‌ای دوری می‌جست و موسیقی مطلق، اساسِ کار وی بود. به همین دلیل، وی هرگز اپرا و پوئم سمفونیک ننوشت.

### تاثیر

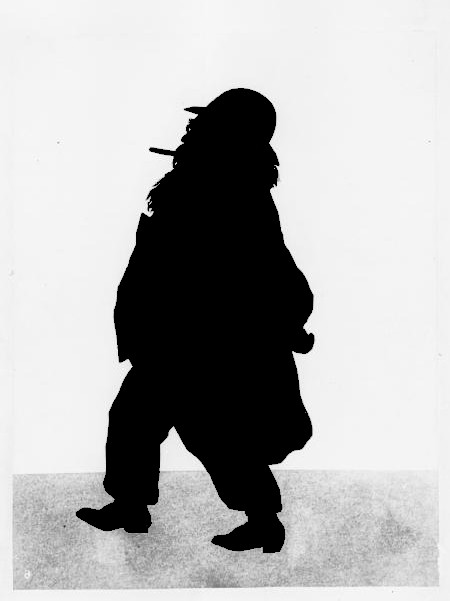
طرحی سایه‌نما از برامس، اثرِ «آتو بولر»

دیدگاه برامس در آهنگسازی، هم نگاه به گذشته و هم نگاه به آینده دارد. حاصل آثار او اغلب جستجو برای کشف هارمونی و ریتم‌های جسورانه است. در نتیجه، آثار او روی آهنگسازان با هر دو گرایش سنت‌گرا و مدرنیست تأثیرگذار بود. ایده‌ها و بیان موسیقایی وی در محافل آهنگسازانی مانند هاینریش فان هرتسوئنبرگ، رابرت فوخس، یولیوس رونتگن و گوستاو جنر (تنها شاگرد آهنگسازی وی)، بررسی و به‌شدت تحسین می‌شد. آنتونین دورژاک که حمایت و کمک‌های قابل توجهی از برامس دریافت کرده بود، همیشه از برامس ستایش می‌کرد و در چندین اثر خود مانند سمفونی شماره ۷ و «تریو پیانو»، تحت تأثیر برامس قرار داشت. همچنین ویژگی‌های «سبک برامس» توسط آهنگسازانی چون ماکس رگر، هانس روت، ویلهلم برگر و فرانتس اشمیت، همراه با سایر روندهای آهنگسازی سبک معاصر (عمدتاً واگنریست‌ها) در تلفیق با یک ترکیب پیچیده‌تر، جذب شد. علاوه بر آن، آهنگسازان دیگری از بریتانیا مانند هیوبرت پری، ادوارد الگار و آهنگساز سوئدی ویلهلم استنهامار، همگی گواهی دادند که از برامس چیزهای زیادی آموخته‌اند. همان‌طور که الگار گفت: «هنگامی که به سمفونی شماره ۳ برامس می‌نگرم، احساس کوچکی می‌کنم».

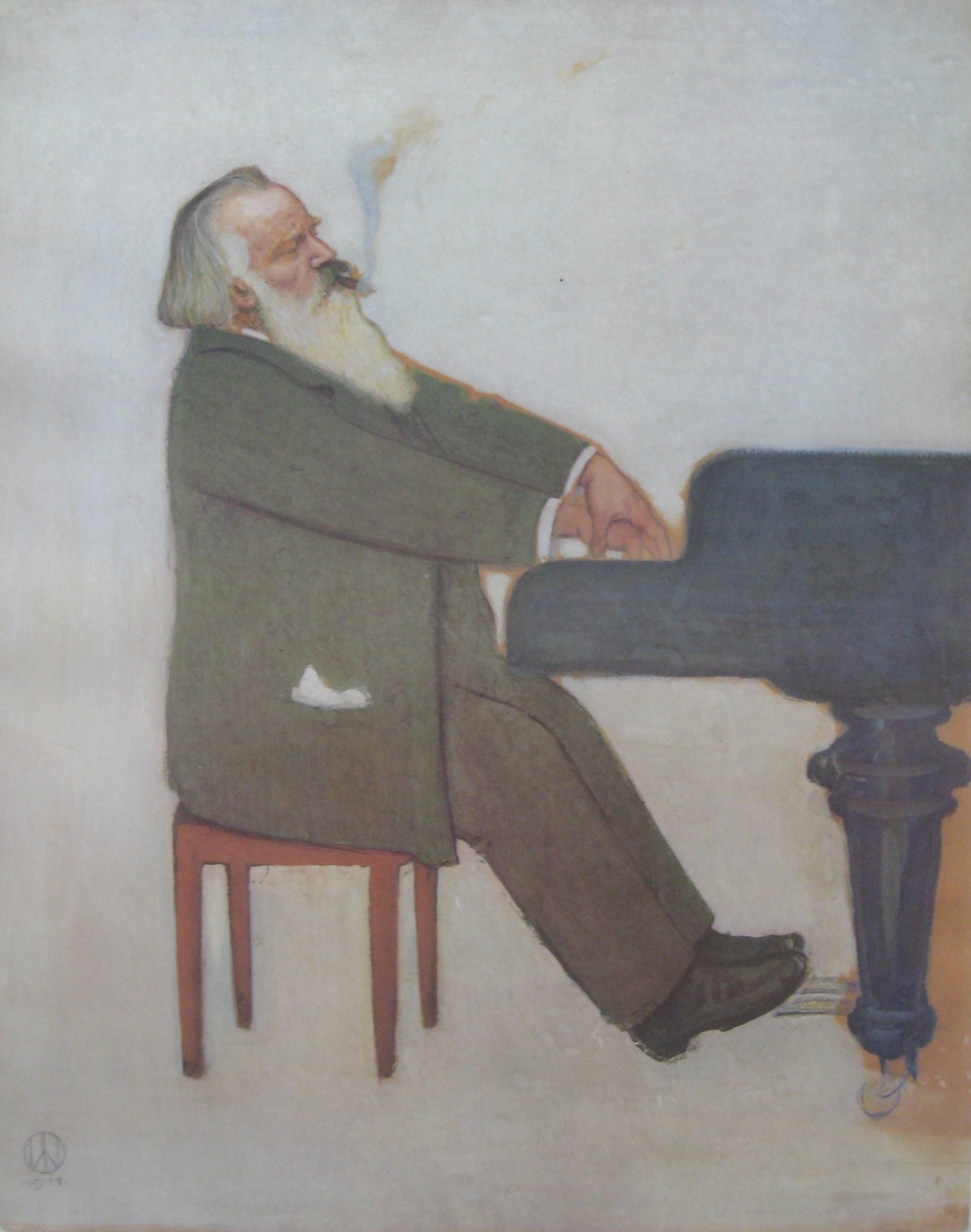
برامس در حال نواختن پیانو (۱۸۹۶)، نقاشی از: ویلی فان بکرات

در ادامه، یکی از کسانی که در کارهای اولیهٔ خود تحت تأثیر برامس قرار داشت، فروچو بوزونی بود که آثارش نشان‌دهندهٔ تأثیر زیاد وی از سبک برامسی است. برامس نیز به آثار او علاقه‌مند شد و با وی ارتباط داشت، هر چند بعدها فروچو تمایلی به ادامهٔ این دوستی نداشت. برامس در اواخر عمر خود، آهنگسازانی مانند ارنو دوهنانی و الکساندر فن تسملینسکی را تشویق و حمایت کرد که در کارهای مجلسی و اولیهٔ آنها (و آثار بلا بارتوک که دوست دوهنانی بود)، جذب کاملی از سبک برامسی در آثارشان قابل مشاهده است. تسملینسکی، معلم آرنولد شونبرگ نیز بود. ظاهراً وی دو موومان از یک پیش‌نویس اثرِ شاگردش به‌نام «کوارتت زهی در ر ماژور» را به برامس ارایه داد که وی پس از مشاهدهٔ آن، تحت تأثیر قرار گرفت و شونبرگ را تحسین کرد. شونبرگ نیز بعدها و در سال ۱۹۳۳، طی مقاله‌ای با عنوان برامس پیشرو (بازنویسی ۱۹۴۷)، علاقهٔ خود به موتیف‌های اشباع شده، بی‌نظمی در فراز و ریتم در آثار برامس را نشان داد. وی همچنین در کتاب خود (قواعد علمی هارمونی)، هارمونی غنی‌شده و کشف مناطق دوردست تونال در آثار برامس را مورد تجزیه و تحلیل قرار داد. تلاش‌های شونبرگ زمینه را برای ارزیابی مجدد شهرتِ برامس در قرن بیستم، فراهم کرد. شونبرگ حتی یکی از کوارتت‌های پیانویی برامس را برای ارکستر تنظیم کرد. از طرفی آنتون وبرن که شاگرد شونبرگ بود، در سخنرانی‌هایی که تحت عنوان راهی به موسیقی جدید و پس از مرگش منتشر شد، ادعا کرد که برامس پیشاهنگِ دومین مکتب موسیقی وین بوده‌است.

«... او به‌عنوان یک دوست واقعی آمد تا تمام غم و اندوهم را با من شریک شود. او قلبم را که در حال شکستن بود، تقویت کرد ... هنگامی که او این امکان را داشت تا روحیه‌ام را تقویت کند، افکارم را ارتقا بخشید و روشن کرد ... به‌طور خلاصه، او دوست من به معنای واقعیِ کلمه بود ... واقعاً باید بگویم که من، هرگز کسی را نداشته‌ام که این طور دوستش داشته باشم. این زیباترین درکِ متقابلِ دو روح است ... این روحیۀ انعطاف‌پذیر، قلبِ نجیب، ذوقِ خوب و استعدادِ اوست که من دوستش دارم ...»

کلارا شومان

## افتخارات
- دریافت «نشان ماکسیمیلیان برای علم و هنر» (۱۸۷۴).[۵۴]
- دریافت مدال طلای انجمن رویال فیلارمونیک[بج] بریتانیای کبیر (۱۸۷۷) و عضویت افتخاری در این انجمن (۱۸۸۲).[۹۶]
- دریافت دکترای افتخاری از دانشگاه برسلاو (۱۸۷۹).[۵۲]
- دریافت «نشان خانه ماینینگن» (صلیب فرماندهی) (۱۸۸۱).[۵۴]
- دریافت نشان پور لی میریت (۱۸۸۷).[۹۷]
- در سال ۱۹۶۹، توسط «کمیته نام‌گذاری مکان‌های قطب جنوب بریتانیا»[بچ]، یک ورودی پر از یخ به طول ۴۶ کیلومتر و عرض ۱۱ کیلومتر، واقع در ضلع شمالی «شبه جزیره بتهوون» بین جزیره الکساندر و «جزیره دروچر»[بح]، برای یوهانس برامس نام‌گذاری شد.[۹۸]
- ضرب سکه یادبود به ارزش ۵ مارک به‌نام یوهانس برامس، توسط جمهوری دموکراتیک آلمان (۱۹۷۲).[۹۹]
- در سال ۱۹۷۶، یک سیارک کوچک توسط مرکز بررسی ریزسیاره‌ها، برامس ۱۸۱۸، نامیده شد.
- در سال ۱۹۷۹، یک حفره (فروزمین) در سیاره عطارد که قطر آن ۱۰۰ کیلومتر است، توسط اتحادیه بین‌المللی اخترشناسی، نام یوهانس برامس بر آن نهاده شد.[۱۰۰]
- در ۱۴ سپتامبر سال ۲۰۰۰، برامس به‌عنوان یکصدوبیست‌وششمین شخصیت «ستودنیِ فاخرِ آلمانی»[بخ] و سیزدهمین آهنگساز در میان آنها، در تالار یادبود مشاهیر آلمان (وال‌هالا[بد])، به‌همراه یک مجسمهٔ نیم‌تنه ساختهٔ «میلان کنوبلوخ»[بذ]، مورد تقدیر قرار گرفت.[۱۰۱]

یادبودها برای برامس
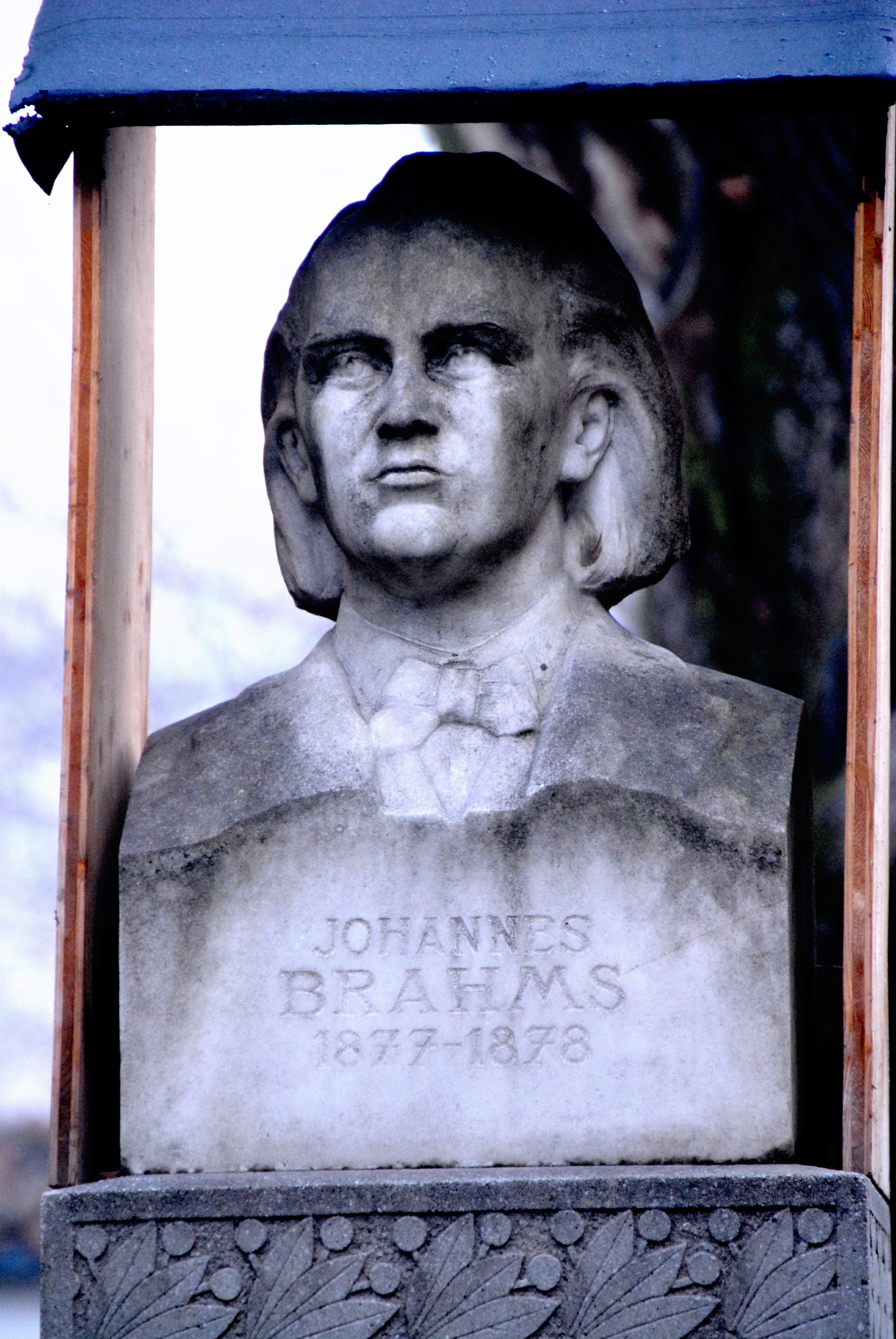
تندیس نیم‌تنه از برامس در شهر کرنتن، اتریش
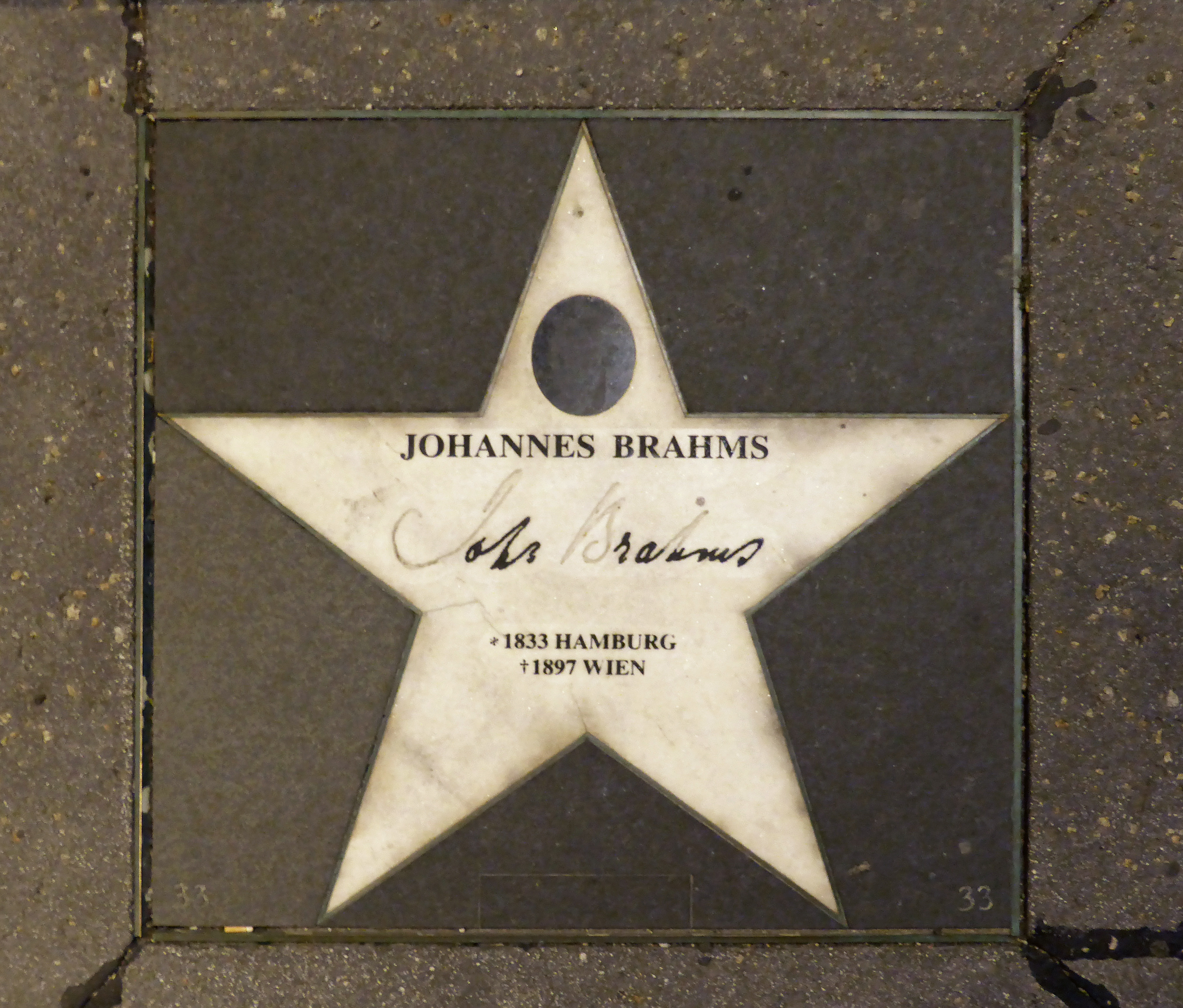
نشان یادبود برامس در پیاده‌رو مشاهیر، وین
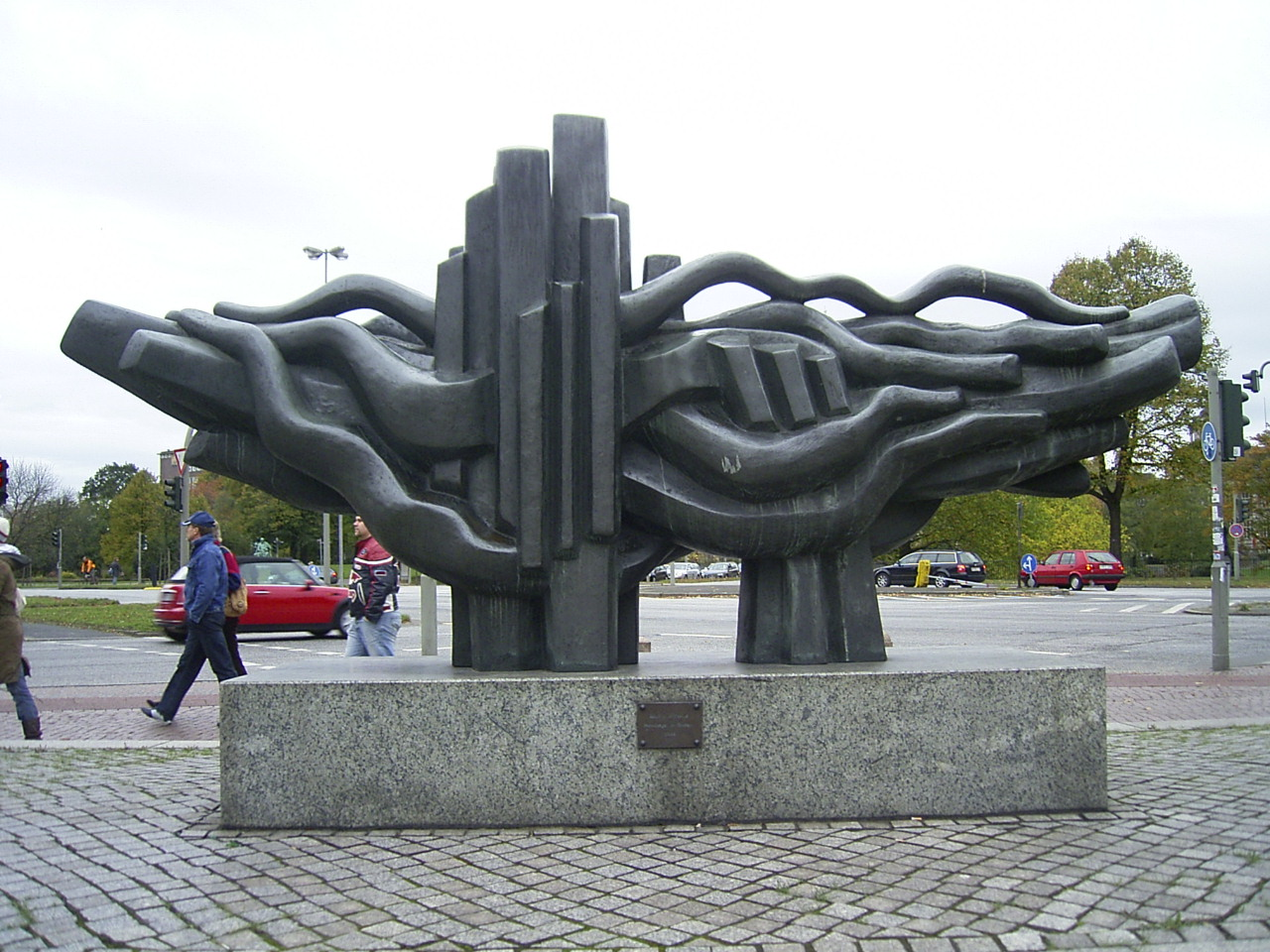
مجسمه برنزی برای ادای احترام به برامس، در شهر هامبورگ، ساختۀ «ماریا پیرویتس»[بر] (۱۹۸۱).
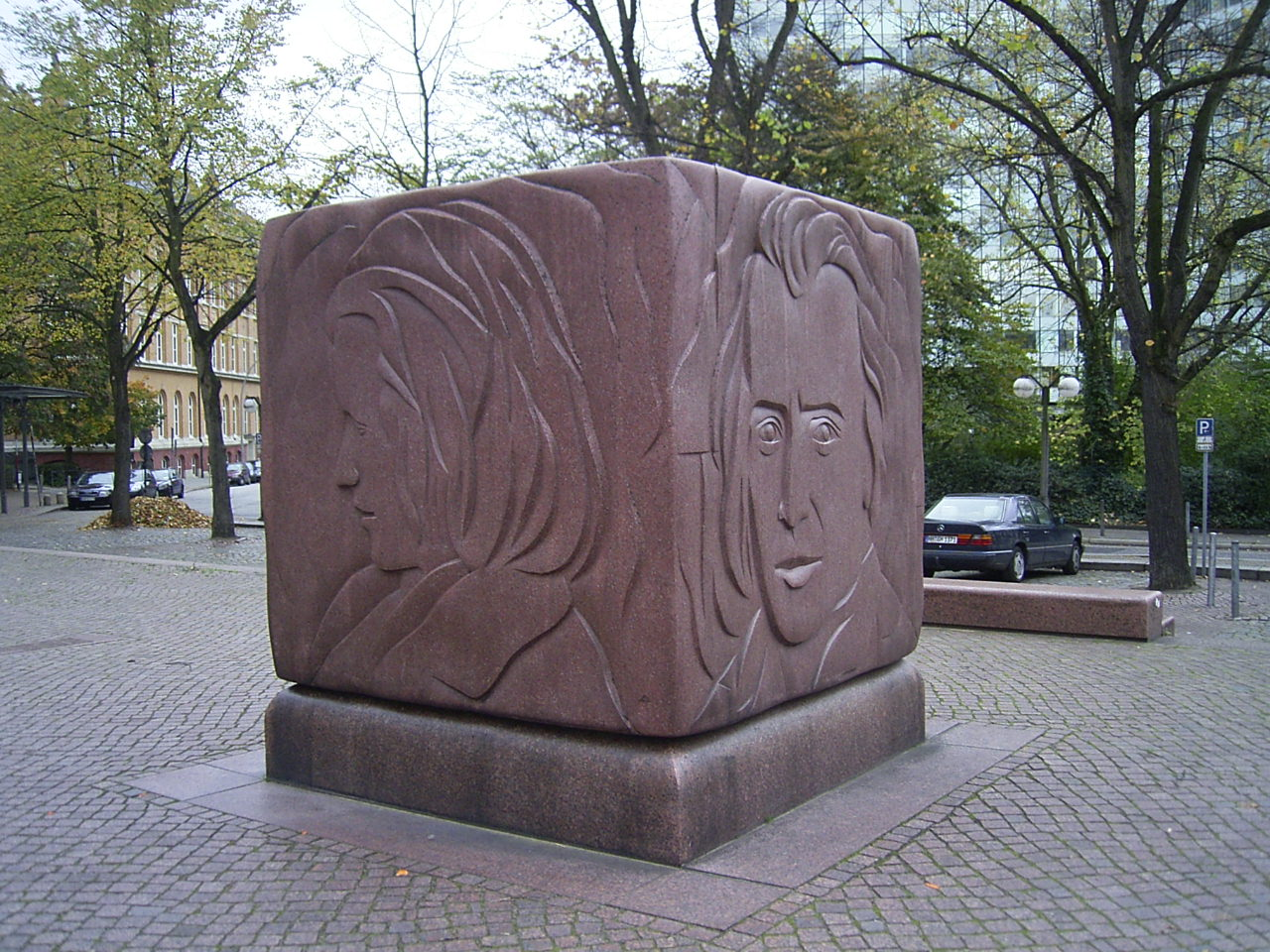
مکعب از جنس گرانیت با چهار پرتره از برامس، در شهر هامبورگ، ساختۀ داربوون[بز].
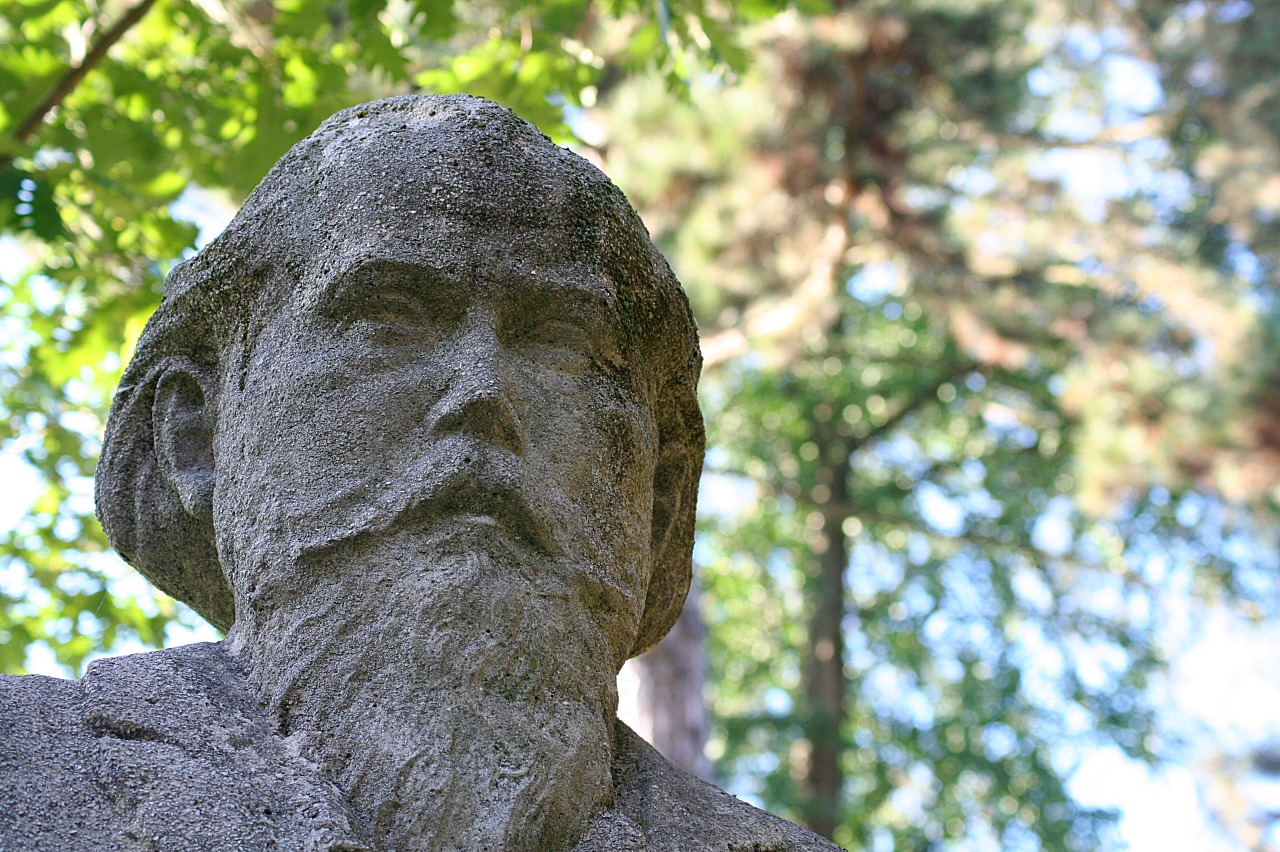
تندیس نیم‌تنه از برامس در باغ‌های یک قصر، محوطۀ «قلعۀ دتمولد»[بژ]، دتمولد.

### واژه‌نامه
1. ↑   Hans von Bülow
2. ↑   Johann Jakob Brahms
3. ↑  Hamburg State Opera
4. ↑  Hamburg Philharmonic Society
5. ↑  Elisabeth
6. ↑  Fritz Friedrich
7. ↑  Otto Friedrich Willibald Cossel
8. ↑  Henri Herz
9. ↑  Eduard Marxsen
10. ↑  Jacob Rosenhain
11. ↑  G. W. Marks
12. ↑  Hamburg firm of Cranz
13. ↑   Heimkehr
14. ↑  Elise Giesemann
15. ↑   Ede Reményi
16. ↑  Bozarth
17. ↑  Neue Zeitschrift für Musik
18. ↑  Frei aber einsam
19. ↑   Albert Dietrich
20. ↑  August Weger
21. ↑  Principality of Lippe
22. ↑  N. Simrock
23. ↑  New German School
24. ↑  Agathe von Siebold
25. ↑  Julius Stockhausen
26. ↑  Peter Cornelius
27. ↑  Karl Tausig
28. ↑  Joseph Hellmesberger
29. ↑  Julius Epstein
30. ↑  Hermann Levi
31. ↑   Wiener Singakademie
32. ↑  Motet
33. ↑  Lichtental
34. ↑  Liebeslieder Waltzes
35. ↑  Rinaldo
36. ↑  Marmorito
37. ↑  Gesellschaft der Musikfreunde
38. ↑  Triumphlied
39. ↑  Richard Taruskin
40. ↑  Bavarian Maximilian Order for Science and Art
41. ↑  House of Meiningen
42. ↑  Bernhard Scholz
43. ↑  Musikdirektor Müller
44. ↑  Meiningen Court Orchestra
45. ↑  Three Bs
46. ↑  Theo Wangemann
47. ↑  Adele
48. ↑  Alice Barbi
49. ↑  Richard Mühlfeld
50. ↑  O Welt ich muss dich lassen
51. ↑  Vienna Central Cemetery
52. ↑  Die Göttin der Vernunft
53. ↑  Lutheran church
54. ↑  Walter Niemann
55. ↑  Michael's Church
56. ↑  Karl Reinthaler
57. ↑  Karl Geiringer
58. ↑  Triplet
59. ↑  Michael Musgrave
60. ↑  Carl Müller
61. ↑  Otto Böhler
62. ↑  Heinrich von Herzogenberg
63. ↑  Robert Fuchs
64. ↑  Gustav Jenner
65. ↑  Hans Rott
66. ↑  Wilhelm Berger
67. ↑  Franz Schmidt
68. ↑  Wilhelm Stenhammar
69. ↑   Willy von Beckerath
70. ↑  Royal Philharmonic Society
71. ↑  UK Antarctic Place-Names Committee
72. ↑   Derocher Peninsula
73. ↑  rühmlich ausgezeichneter Teutscher
74. ↑  Walhalla (memorial)
75. ↑   Milan Knobloch
76. ↑  Maria Pirwitz
77. ↑  Th. Darboven
78. ↑  Château de Detmold

### یادکردها
1. 1 2  حسنی، تاریخ موسیقی، ۶۹.
2. ↑  Swafford 1999, p. 7.
3. ↑  Hofmann 1999, pp. 3–4.
4. ↑  Hofmann 1999, pp. 4–8.
5. ↑  Swafford 1999, pp. 14–16.
6. ↑  Musgrave 2000, p. 13.
7. ↑  Hofmann 1999, pp. 9–11.
8. ↑  Hofmann 1999, p. 12.
9. ↑  Swafford 1999, p. 26.
10. ↑  Hofmann 1999, pp. 17–18.
11. ↑  Hofmann 1999, pp. 16, 18–20.
12. ↑  Including allegedly tales told by Brahms himself to Clara Schumann and others; see Jan Swafford, "'Aimez-Vous Brahms': An Exchange" بایگانی‌شده  در ۱۸ ژانویه ۲۰۲۲ توسط Wayback Machine, The New York Review of Books 18 March 1999, accessed 1 July 2018.
13. ↑  Swafford 2001, passim.
14. ↑  Hofmann 1999, pp. 12–14.
15. ↑  Swafford 1999, pp. 56, 62.
16. ↑  Musgrave 1999b, p. 45.
17. ↑  Swafford 1999, pp. 56–57.
18. ↑  Swafford 1999, p. 49.
19. ↑  Swafford 1999, p. 64.
20. ↑  Swafford 1999, pp. 494–495.
21. ↑  Musgrave 2000, p. 67.
22. 1 2 3 4 5  (Bozarth n.d.، §2: "New Paths")
23. ↑  Swafford 1999, pp. 67, 71.
24. ↑  Gál 1963, p. 7.
25. 1 2  (Schumann 1988، صص. 199–200)
26. ↑  Avins 1997, p. 24.
27. ↑  Swafford 1999, pp. 81–82.
28. ↑  Swafford 1999, p. 89.
29. ↑  Swafford 1999, pp. 180, 182.
30. ↑  Reich Book 2001, pp. 162–77.
31. 1 2 3 4  حسنی، تاریخ موسیقی، ۷۰.
32. ↑  Swafford 1999, pp. 189–190.
33. ↑  Swafford 1999, p. 211.
34. ↑  Swafford 1999, pp. 206–211.
35. ↑  (Musgrave 2000، صص. 52–53)
36. ↑  Musgrave 2000, pp. 27, 31.
37. ↑  Musgrave 1999b, pp. 39–41.
38. 1 2 3  (Bozarth n.d.، §3 "First maturity")
39. ↑  Swafford 1999, pp. 265–69.
40. ↑  Swafford 1999, p. 401.
41. ↑  Musgrave 1999b, p. 39.
42. ↑  Swafford 1999, pp. 277–279, 283.
43. ↑  (Hofmann و Hofmann 2010، ص. 40); "Brahms House" بایگانی‌شده  در ۲۷ سپتامبر ۲۰۲۰ توسط Wayback Machine, on website of the Schumann Portal, accessed 22 December 2016.
44. ↑  Becker 1980, pp. 174–179.
45. 1 2 3 4  (Bozarth n.d.، §4, "At the summit")
46. ↑  Petersen 1983, p. 1.
47. ↑  Swafford 1999, p. 383.
48. ↑  Musgrave 1999b, pp. 42–43.
49. ↑  Taruskin 2010, p. 694.
50. ↑  Pascall n.d.
51. ↑  Anon. 1916, pp. 205–206.
52. 1 2 3  Taruskin 2010, p. 729.
53. ↑  Swafford 1999, pp. 444–446.
54. 1 2 3  Musgrave (1999a), p. xv; (Musgrave 2000، ص. 171); (Swafford 1999، ص. 467)
55. ↑  Hofmann & Hofmann 2010, p. 57.
56. ↑  Musgrave 2000, pp. 4, 6.
57. ↑  Swafford 1999, pp. 465–466.
58. ↑  Musgrave 2000, p. 252.
59. ↑  Musgrave 2000, pp. 253–254.
60. ↑  «Dr. phil. h.c. Johannes Brahms (1833-1897)». hamburg.de. بایگانی‌شده از روی نسخه اصلی در اکتبر ۹, ۲۰۲۰. دریافت‌شده در ۸ اکتبر ۲۰۲۰.
61. ↑  J. Brahms plays excerpt of Hungarian Dance No. 1 (2:10) در یوتیوب Analysts and scholars remain divided as to whether the voice that introduces the piece is that of Wangemann or of Brahms. A "denoised" version of the recording was produced at Stanford University]]. [https://ccrma.stanford.edu/groups/edison/brahms/brahms.html بایگانی‌شده  در ۲۶ ژانویه ۲۰۲۱ توسط Wayback Machine "Brahms at the Piano" by Jonathan Berger ( CCRMA , Stanford University)
62. 1 2  (Lamb 1975، صص. 869–870)
63. ↑  Swafford 1997, pp. 568–69.
64. ↑  Swafford 1997, p. 569.
65. ↑  Swafford 1997, pp. 607–08.
66. ↑  Hofmann & Hofmann 2010, p. 42.
67. ↑  Swafford 1997, pp. 614–15.
68. ↑  Clive, Peter (2006). "Richter, Hans". Brahms and His World: A Biographical Dictionary. Scarecrow Press. p. 361. ISBN 9781461722809.
69. ↑  Zentralfriedhof group 32a بایگانی‌شده  در ۲۸ ژانویه ۲۰۲۱ توسط Wayback Machine, details
70. ↑  "On the trail of ... Johannes Brahms in Hamburg". Music Toronto. Archived from the original on 26 April 2019. Retrieved 26 April 2019.
71. ↑  Musgrave, Michael (September 2001). A Brahms Reader. Yale University Press. ISBN 9780300091991. Archived from the original on March 2024. Retrieved October 15, 2020.
72. ↑  Klaus Wolters: Handbuch der Klavierliteratur zu zwei Händen. Atlantis-Verl., Zürich u.a. 1994 (4. Aufl.). ISBN 3-254-00188-5
73. ↑  Klaus Wolters: Handbuch der Klavierliteratur zu zwei Händen. Atlantis-Verlag, Zürich k. a. 1994 (4a eld.). ISBN 3-254-00188-5
74. ↑  Josef Suk, Wiener Brahms-Erinnerungen, Der Merker 2, 1910, p. 149
75. ↑  «J.A. Loader, Johannes Brahms, agnosticism and some other wisdom, University of Vienna» (PDF). بایگانی‌شده (PDF) از روی نسخه اصلی در فوریه ۸, ۲۰۲۰. دریافت‌شده در اکتبر ۱۷, ۲۰۲۰.
76. ↑  Sams, Eric (2000). The Songs of Johannes Brahms. Yale University Press. p. 326. ISBN 978-0300079623.
77. ↑  Swafford 1997.
78. ↑  Musgrave 1985, p. 80.
79. 1 2  ل-وینک، چگونه خوب بشنویم، ۴۵۴.
80. ↑  ل-وینک، چگونه خوب بشنویم، ۴۵۳.
81. ↑  ل-وینک، چگونه خوب بشنویم، ۴۵۴–۴۵۵.
82. ↑  ل-وینک، چگونه خوب بشنویم، ۴۵۵–۴۵۶.
83. ↑  Geiringer 1981, p. 159.
84. ↑  ”Brahms,” article in Sadie, S. (ed.) (1995),
The New Grove Dictionary of Music. Oxford University Press.
85. ↑  Musgrave 1985, p. 269.
86. ↑  حسنی، تاریخ موسیقی، ۷۰-۷۱.
87. 1 2  حسنی، تاریخ موسیقی، ۷۱.
88. ↑  حسنی، تاریخ موسیقی، ۷۱-۷۲.
89. ↑  حسنی، تاریخ موسیقی، ۷۱–۷۲.
90. ↑  حسنی، تاریخ موسیقی، ۷۲.
91. ↑  Donat, Misha (2008). Liner notes. بایگانی‌شده  در ۲۰ آوریل ۲۰۱۴ توسط Wayback Machine In Takács Quartet, Brahms: String Quartets Op. 67 and Op. 51, No. 1, pp. 2–3
92. ↑  MacDonald 2001, p. 406.
93. ↑  Brown 2002, pp. 780–781.
94. ↑  Thematic transmutation in the music of Brahms: A matter of musical alchemy. Journal of Musicological Research, 15:177–206.
95. ↑  Swafford 1997, p. 164.
96. ↑  100th Gold Medal for Antonio Pappano. The Royal Philharmonic Society. 5 May 2015. Archived from the original on 1 January 2019. Retrieved 31 December 2018.
97. ↑  "JOHANNES BRAHMS". ORDEN POUR LE MÉRITE. Archived from the original on 26 September 2020. Retrieved 15 October 2020.
98. ↑  "Brahms Inlet". سامانه اطلاعات نام‌های جغرافیایی، سازمان زمین‌شناسی آمریکا. Retrieved 2011-08-15.
99. ↑  Die seltenste Münze der DDR. بایگانی‌شده  در ۲۰۱۷-۱۰-۲۳ توسط Wayback Machine Deutsches Historisches Museum
100. ↑  "Brahms". Gazetteer of Planetary Nomenclature. NASA. Archived from the original on October 23, 2011. Retrieved 30 June 2012.
101. ↑  "Johannes Brahms hält Einzug in die Walhalla". Bayerisches Staatsministerium für Wissenschaft, Forschung und Kunst. 14 September 2000. Archived from the original on 29 September 2011. Retrieved 23 April 2008.

#### فارسی
- حسنی، سعدی (۱۳۶۳). تاریخ موسیقی. ج. دوم. تهران: صفی‌علیشاه.
- ل-وینک، ریچارد (۱۳۶۶). چگونه خوب بشنویم. ج. چاپ اول. ترجمهٔ پرویز منصوری. تهران: کتاب زمان.

#### انگلیسی
- Anon. (1916). Programme, Volumes 1916–1917, Boston Symphony Orchestra, pub. 1916
- Avins, Styra, ed. (1997). Johannes Brahms: Life and Letters. Translated by Joseph Eisinger and S. Avins. Oxford: Oxford University Press. ISBN 978-0198162346.
- Becker, Heinz (1980). "Brahms, Johannes".  In Stanley Sadie (ed.). The New Grove Dictionary of Music and Musicians. Vol. 3. London: Macmillan. pp. 154–190. ISBN 0333231112.
- Bond, Ann (1971). "Brahms Chorale Preludes, Op. 122". The Musical Times. 112 (1543): 898–900. doi:10.2307/955537. JSTOR 955537.
- Bozarth, George S. (n.d.). "Brahms, Johannes". Grove Music Online. doi:10.1093/gmo/9781561592630.article.51879. ISBN 9781561592630.
- Gál, Hans (1963). Johannes Brahms: His Work and Personality. Translated by Joseph Stein. New York: Alfred A. Knopf.
- Geiringer, Karl (1981). Brahms: His Life and Work (Third ed.). New York: Da Capo. ISBN 0-306-80223-6.
- Hofmann, Kurt, tr. Michael Musgrave (1999). "Brahms the Hamburg musician 1833–1862". In (Musgrave 1999a، صص. 3–30)
- Hofmann, Kurt; Hofmann, Renate (2010). Brahms Museum Hamburg: Exhibition Guide. Translated by Trefor Smith. Hamburg: Johannes-Brahms-Gesellschaft.
- Lamb, Andrew (October 1975). "Brahms and Johann Strauss". The Musical Times. 116 (1592): 869–871. doi:10.2307/959201. JSTOR 959201.
- MacDonald, Malcolm (2001) [1990]. Brahms. Master Musicians (2nd ed.). Oxford: Dent. ISBN 0-19-816484-X.)
- Musgrave, Michael (1985). The Music of Brahms. Oxford: Routledge & Kegan Paul. ISBN 9780710097767.
- Musgrave, Michael, ed. (1999a). The Cambridge Companion to Brahms. Cambridge: Cambridge University Press. ISBN 978-0521485814.
- Musgrave, Michael (1999b). "Years of Transition: Brahms and Vienna 1862–1875". In (Musgrave 1999a، صص. 31–50)
- Musgrave, Michael (2000). A Brahms Reader. New Haven and London: Yale University Press. ISBN 0300068042.
- Pascall, Robert (n.d.). Brahms: Symphony No. 1/Tragic Overture/Academic Festival Overture (CD liner). Naxos Records. 8.557428.
- Petersen, Peter (1983). Brahms: Works for Chorus and Orchestra (CD liner). Polydor Records. 435 066-2.
- Schumann, Robert (1988). Schumann on Music. tr. and ed. Henry Pleasants. New York: Dover Publications. ISBN 0486257487.
- Swafford, Jan (1999). Johannes Brahms: A Biography. London: Macmillan. ISBN 978-0333725894.
- Swafford, Jan (2001). "Did the Young Brahms Play Piano in Waterfront Bars?". 19th-Century Music. 24 (3): 268–75. doi:10.1525/ncm.2001.24.3.268. ISSN 0148-2076. JSTOR 10.1525/ncm.2001.24.3.268.
- Taruskin, Richard (2010). Music in the Nineteenth Century. Oxford: Oxford University Press. ISBN 978-0195384833.
- Swafford, Jan (1997). Johannes Brahms: A Biography Century. Knopf. ISBN 9780679422617.
- Brown, A. Peter (2002). The Second Golden Age of the Viennese Symphony: Brahms, Bruckner, Dvorák, Mahler, and Selected Contemporaries. The Symphonic Repertoire. Vol. 4. Indiana University Press. ISBN 0-253-33488-8.
- Reich, Nancy B. (2001). Clara Schumann: The Artist and the Woman (Revised ed.). Ithaca, NY: Cornell University Press. ISBN 978-0-8014-8637-1.

## برای مطالعهٔ بیشتر
- Avins, Styra (2001). "The Young Brahms: Biographical Data Reexamined". 19th-Century Music. 24 (3): 276–289. doi:10.1525/ncm.2001.24.3.276. JSTOR 746931.
- Late Idyll: The Second Symphony of Johannes Brahms, by Reinhold Brinkmann, translated by Peter Palmer. An analysis of Symphony No. 2 and meditation of its position in Brahms's career and in relation to 19th century ideas of melancholy. (1995, Harvard, شابک ‎۰−۶۷۴−۵۱۱۷۵−۱)
- Hermann Deiters/Newmarch. (1888). Johannes Brahms: A Biographical Sketch. Fisher Unwin (reissued by Cambridge University Press, 2009; شابک ‎۹۷۸−۱−۱۰۸−۰۰۴۷۹−۴)
- Frisch, Walter and Karnes, Kevin C. , (eds.), (2009).Brahms and His World (Revised Edition). Princeton: Princeton University Press. شابک ‎۹۷۸−۰۶۹۱۱۴۳۴۴۶
- Berthold Litzmann|Litzmann, Berthold, (1913). Clara Schumann: An Artist's Life based on Material found in Diaries and Letters, tr. and abridged from the fourth German edition by Grace E. Hadow. 2 vols. London: Macmillan.
- Charles Rosen discusses a number of Brahms's imitations of Beethoven in chapter 9 of his Critical Entertainments: Music Old and New (2000; Cambridge, Massachusetts: Harvard University Press, شابک ‎۰−۶۷۴−۱۷۷۳۰−۴).
- Schumann, Clara, and Brahms, Johannes, ed. Berthold Litzmann (1927). Briefe aus den Jahren 1853–1896, two vols. Leipzig. (In German)
- Eugenie Schumann|Schumann, Eugenie, tr. Marie Busch (1991). The Schumanns and Johannes Brahms: The Memoirs of Eugenie Schumann. Lawrence, Mass: Music Book Society. شابک ‎۱−۸۷۸۱۵۶−۰۱−۲
- Hirschfeld, Robert (4 April 1897). "Johannes Brahms †". Neue musikalische Presse (به آلمانی). 6 (14): 1. Retrieved 14 May 2020 – via RIPM.
- Anon. (8 April 1897). "Johannes Brahms todt!". Musikalisches Wochenblatt (به آلمانی). 628 (15): 210–212. Retrieved 14 May 2020 – via RIPM.
- Herzfeld, Victor von (11 April 1897). "Johannes Brahms". Neue musikalische Presse (به آلمانی). 6 (15): 1. Retrieved 14 May 2020 – via RIPM.